# Mijas

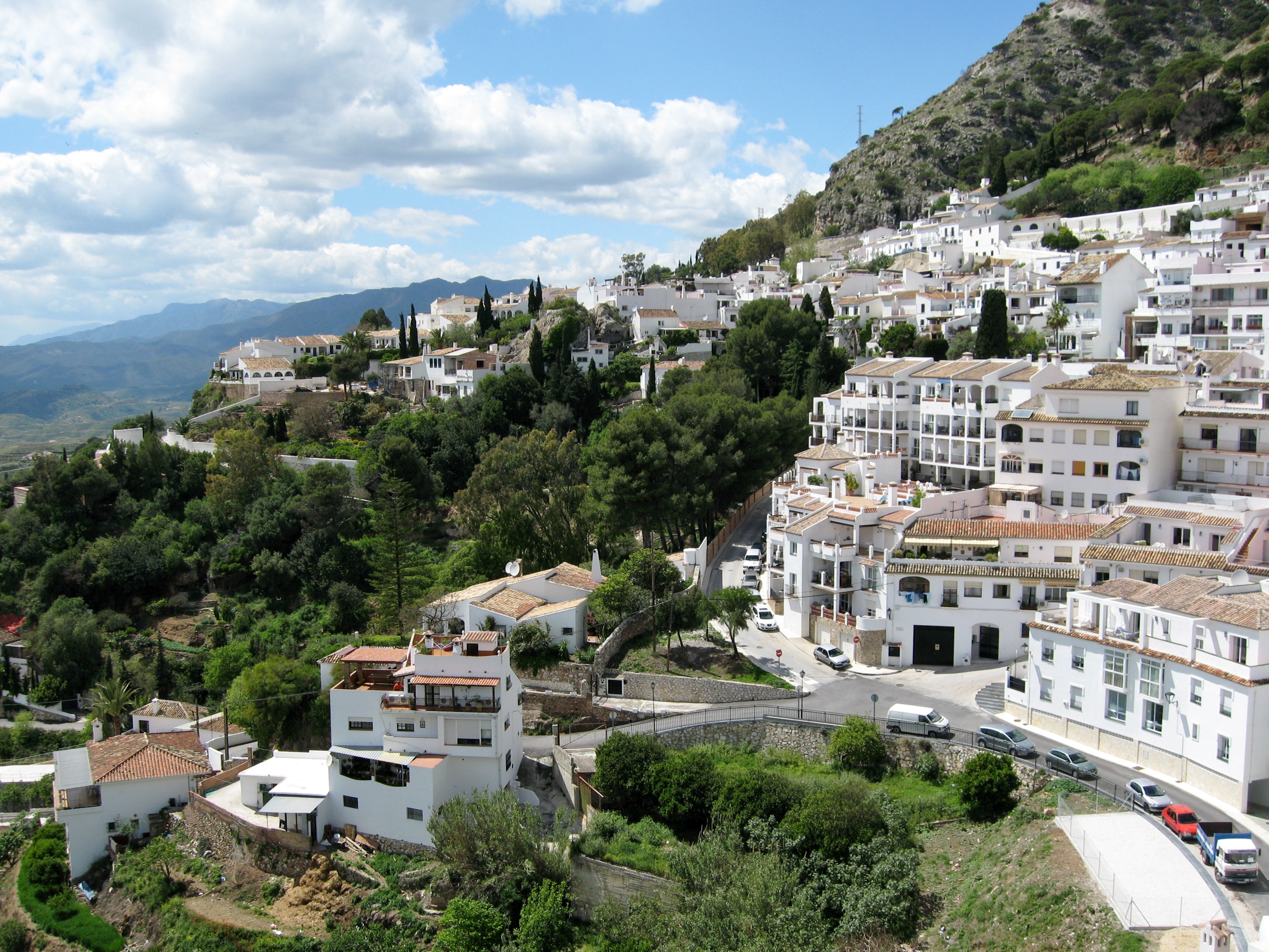
Calle Cristóbal Alarcón

Mijas es un municipio andaluz de la provincia de Málaga (España). Está situado en la Costa del Sol, a 34 kilómetros al suroeste de la capital provincial, e integrado en la comarca de la Costa del Sol Occidental, la mancomunidad de municipios del mismo nombre y el partido judicial de Fuengirola.
Su población es de 93 302 habitantes (INE 2024), lo que lo convierte en el tercer municipio de la provincia en cuanto a población, solo por detrás de Málaga y Marbella. Mijas se conforma en tres núcleos urbanos principales: Mijas Pueblo, situado en la ladera de la sierra de Mijas, que constituye el centro histórico del municipio; Las Lagunas, situado en la zona llamada Mijas Costa; y La Cala, núcleo costero. La superficie del término municipal es de 148 km² y se extiende desde las sierras litorales de la Penibética hasta el mar Mediterráneo.
Habitado desde la Antigüedad, Mijas fue un pequeño pueblo dedicado principalmente a la agricultura y la pesca hasta la explosión del auge turístico en la década de 1950. Desde entonces, la actividad turística y el sector de la construcción han sido los motores de la economía local, disparando a la vez la población y la renta per cápita, aunque a un alto coste medioambiental. En la actualidad, es un municipio multicultural con un alto porcentaje de residentes de origen extranjero y uno de los principales centros del turismo residencial de Andalucía.

## Geografía
El término municipal de Mijas se localiza en la parte occidental de la provincia de Málaga, en plena Costa del Sol, ocupando en la actualidad una superficie de 148,5 km², siendo uno de los municipios de mayor extensión de la provincia de Málaga y el mayor de la Costa del Sol tras Casares.
El territorio que ocupa queda marcado por tres grandes ámbitos, la Sierra Alpujata (al oeste) y la sierra de Mijas (al norte), con una elevación máxima de 1150 m sobre el nivel del mar (pico Mijas), el pie de monte y la franja costera que configuran un paisaje de singular belleza. Además, posee el único paso natural entre la Costa del Sol y el valle del Guadalhorce, a través del Puerto Gómez o Puerto de los Pescadores, atravesado por la carretera autonómica A-387.
El municipio se encuentra a una altitud de 428 m sobre el nivel del mar.
| Noroeste: Coín     | Norte: Alhaurín el Grande | Noreste: Alhaurín de la Torre |
| Oeste: Ojén        |                           | Este: Benalmádena             |
| Suroeste: Marbella | Sur: Mar Mediterráneo     | Sureste: Fuengirola           |

A nivel hidrogeológico, el municipio es muy rico en manantiales, lo que ha permitido un asentamiento humano y la utilización del recurso hidráulico en numerosos molinos y batanes, existiendo, además, surgencias de aguas sulfurosas.
Por otra parte, las características topográficas del territorio han determinado que el poblamiento del municipio haya oscilado según las épocas y las coyunturas geopolíticas y de seguridad de las costas entre la franja costera y las mesetas travertínicas de Mijas y Osunillas básicamente.

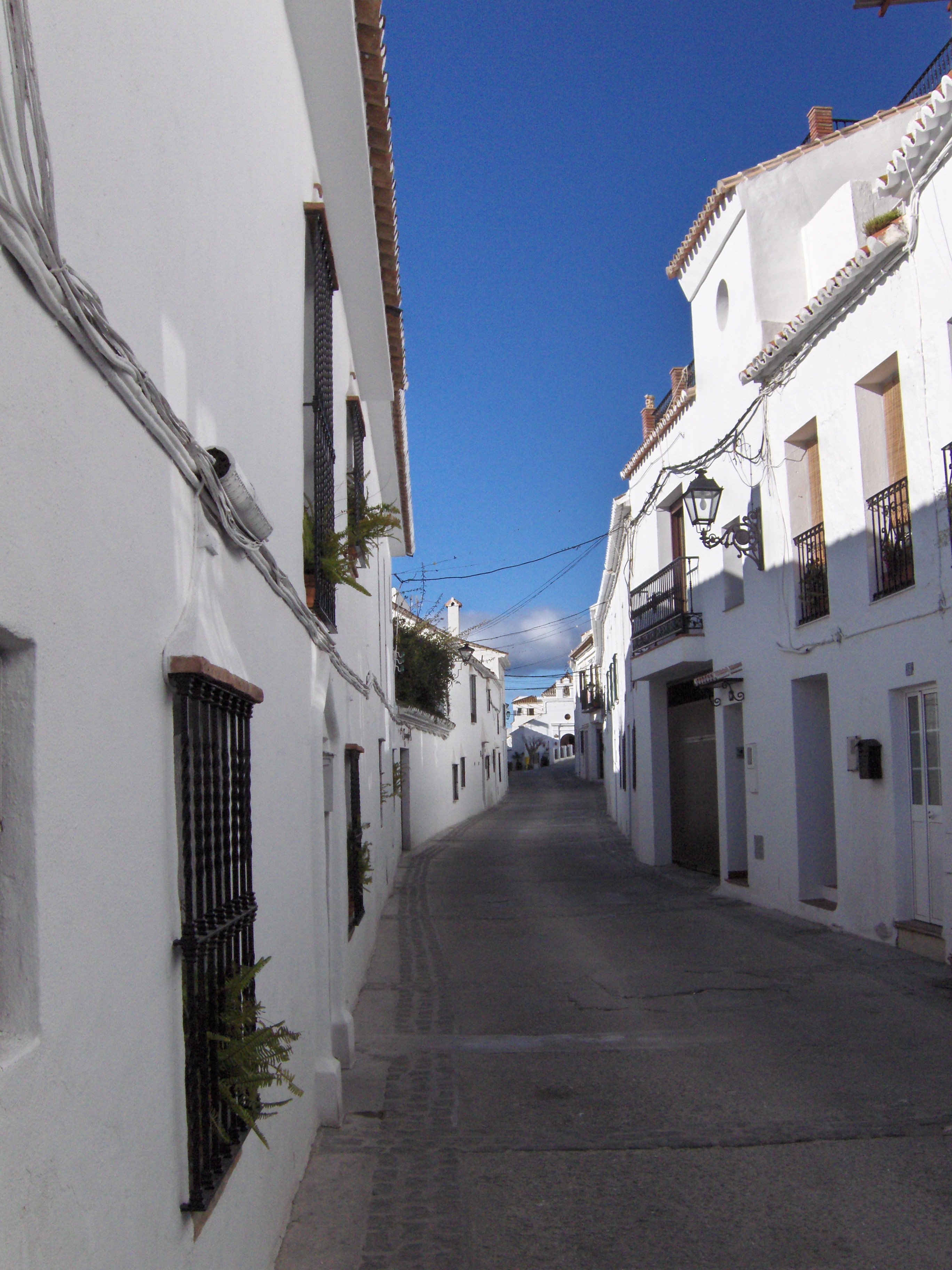
Calle típica de Mijas

### Núcleos urbanos
El municipio presenta un desarrollo urbano creciente en la costa y en las laderas de las sierras, a medida que se suavizan en su caída hacia el mar. El núcleo de Mijas Pueblo, situado a una altitud de 428 m sobre el nivel del mar, en la sierra, guarda el carácter del típico pueblo blanco andaluz. Es el centro administrativo del municipio, donde se encuentran el ayuntamiento y la mayoría de sus edificios históricos.

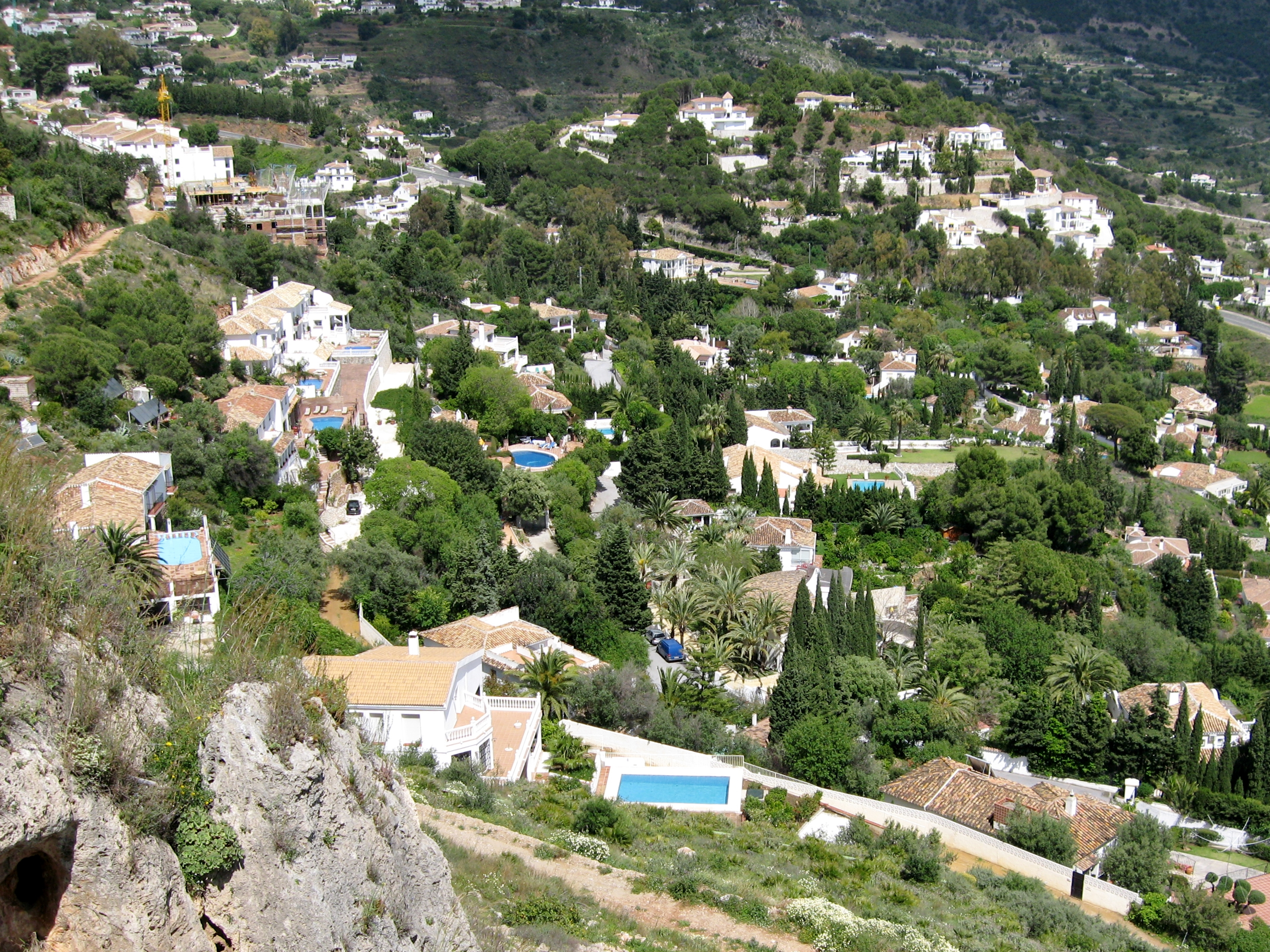
Alrededores de Mijas Pueblo

Las Lagunas es la parte más moderna del término municipal, donde se encuentran la zona industrial y comercial. Este núcleo está atravesado por la A-7 casi por el límite de los términos municipales de Mijas y Fuengirola. La Cala es el núcleo costero, centro de los 12 km de costa con que cuenta el municipio y alrededor del cual se extienden grandes urbanizaciones que ocupan toda la costa, como son Calahonda, Riviera del Sol, El Faro o El Chaparral.
Por último, existen una serie de asentamientos diseminados de más o menos carácter rural como Osunillas, Valtocado, Entrerríos y La Alquería, además de varias urbanizaciones aisladas construidas frecuentemente alrededor de un campo de golf.

### Clima
El clima de Mijas, debido a la cercanía del mar, condiciona unas temperaturas suaves, con una media de 18 °C, sin excesivo calor en verano y con temperaturas suaves en invierno.
Las precipitaciones están por debajo de los 600 ml anuales. Se producen principalmente entre los meses de noviembre y enero. El municipio disfruta de unas 2920 horas de sol al año.
Conforme se asciende a las sierras, el clima cambia progresivamente. Las temperaturas pueden descender hasta los 10 °C. En las cimas puede haber alguna nevada en invierno, por encima de los 600 m s. n. m., al mismo tiempo que aumentan las precipitaciones hasta rozar los 800 ml.

### Medio ambiente

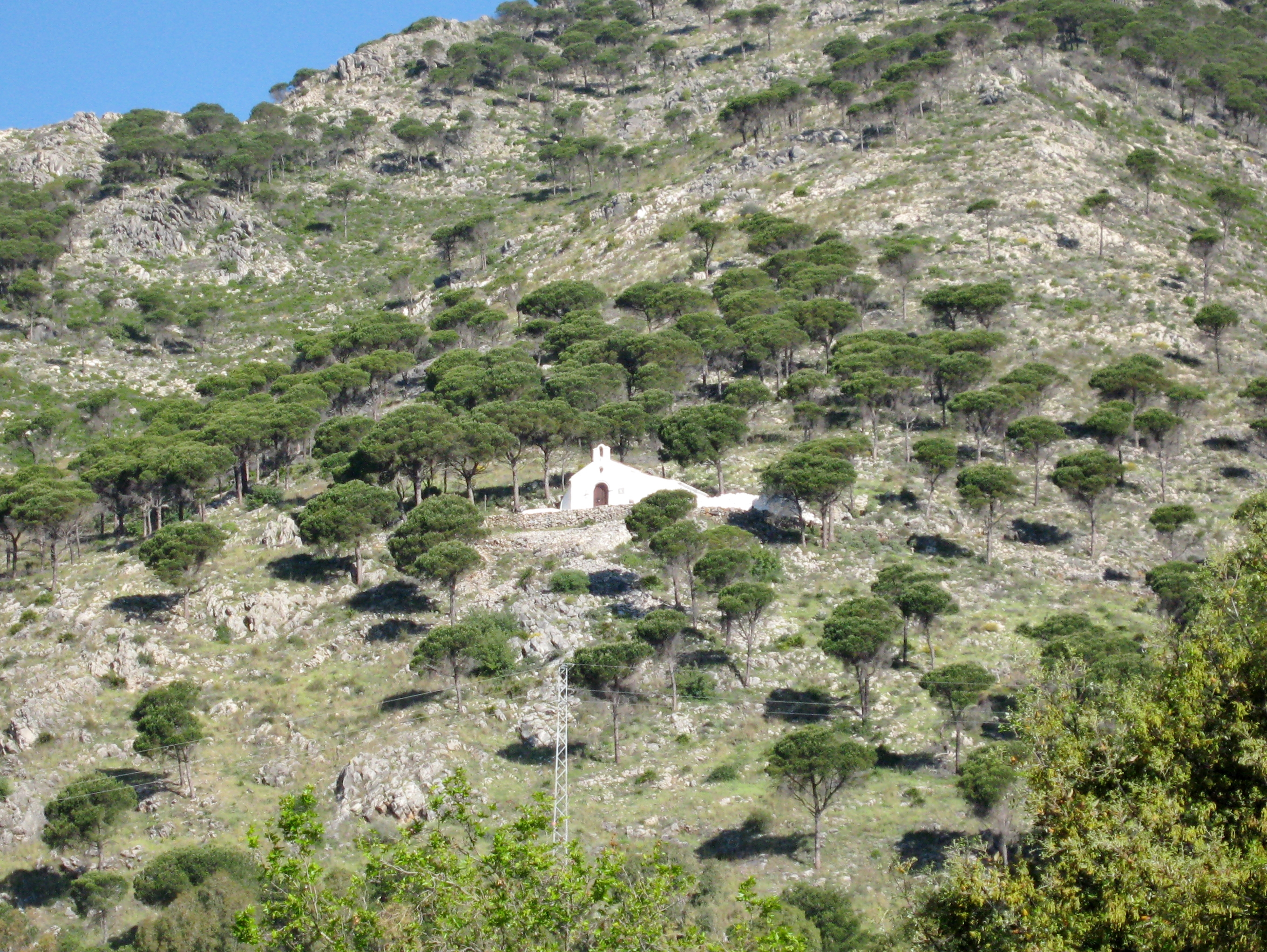
Vegetación de la sierra de Mijas

La masa arbórea de la sierra de Mijas está compuesta por un pinar repoblado a mediados del siglo XX, acompañado de algarrobos, encinas y acebuches, así como de matorral típico mediterráneo: tomillo, romero, almoraduz, matagallo, cantueso, rúa, hinojo, gordolobo y palmito. Entre los claros del bosque destacan las orquídeas.
Entre la fauna del bosque se encuentran carboneros, petirrojos, piquituertos, herrerillos y otras pequeñas aves, así como el búho real. En las cumbres habitan los cernícalos, las águilas reales y calzadas. Los mamíferos están representados por la jineta, el lirón y la cabra montés.
La costa de Mijas contiene un fondo marino que alberga una gran biodiversidad en la que coexisten especies europeas, africanas, atlánticas y mediterráneas. Los fondos marinos de Calahonda fueron catalogados como Lugar de Interés Comunitario (LIC) en junio de 2006 para asegurar la conservación de hábitats y especies, por lo que se aplican medidas preventivas, correctoras y compensatorias en el lugar. Las costas de Calahonda destacan por la importancia y riqueza de las praderas de fanerógamas. Además, esta playa alberga tramos vírgenes donde florece abundante vegetación, en especial la posidonia oceánica.
La sierra de Mijas y otras partes del territorio municipal han sufrido frecuentes incendios, tanto accidentales como intencionados. Los incendios y la presión urbanística constituyen las principales amenazas para la conservación de la naturaleza terrestre mijeña. Por su parte, el proyecto de construcción de un puerto deportivo en el municipio y la futura desaladora presentan los mayores riesgos para la ecología submarina.

## Historia

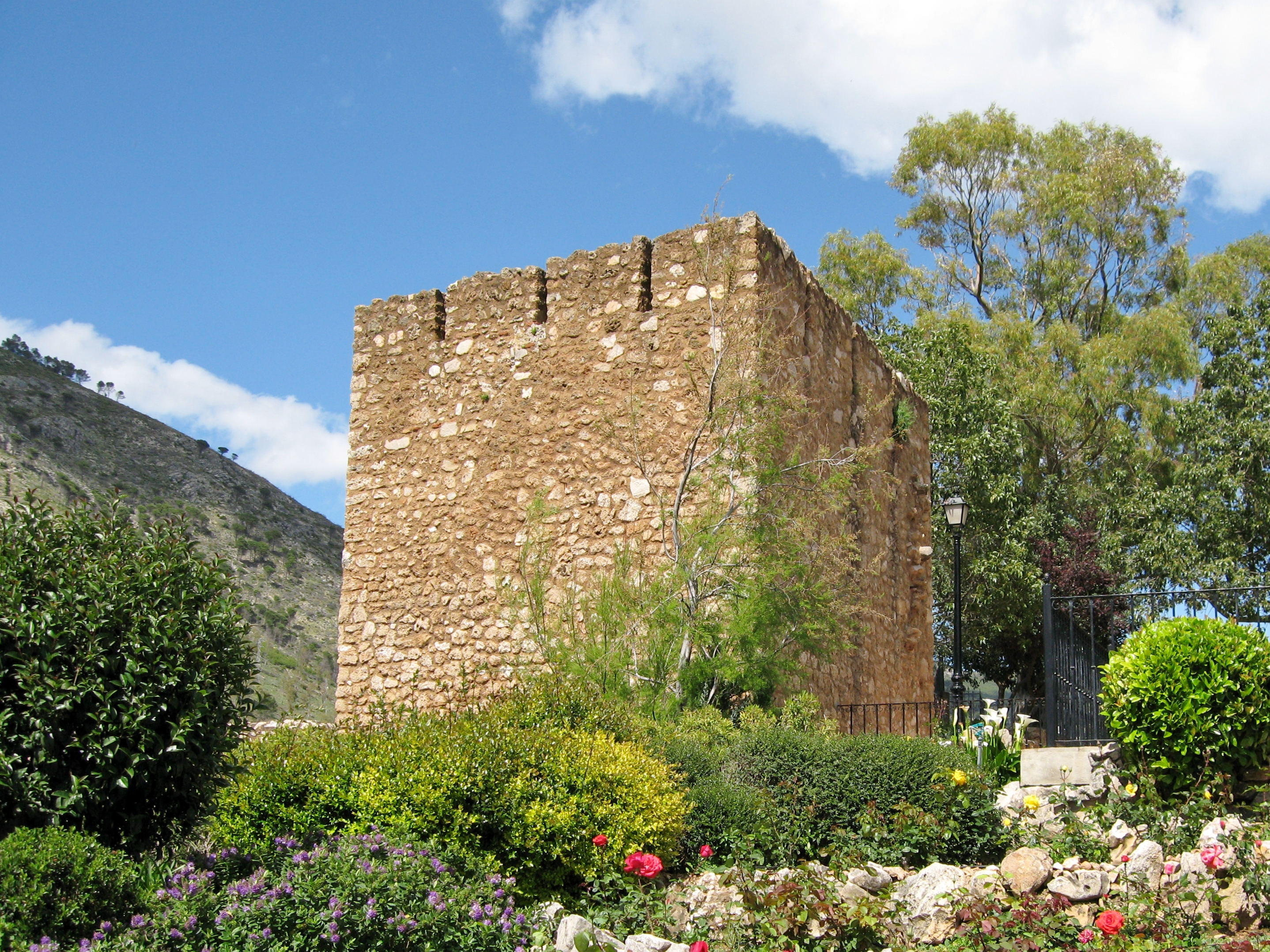
Restos de la antigua fortaleza

### Prehistoria y Edad Antigua
Los indicios más antiguos conocidos de ocupación humana del actual término municipal de Mijas se remontan al Paleolítico Superior, habiéndose documentado también vestigios correspondientes a la Edad del Bronce.
A partir del 900 a. C., la llegada de los fenicios a la costa de Málaga impone un gran cambio a las comunidades locales. Los fenicios se asientan en las desembocaduras de los principales ríos del sur peninsular, convirtiendo a éstos en vías de comunicación hacia el interior y generando un floreciente comercio de recursos minerales y agrícolas con las comunidades indígenas.
En estos momentos, algunos poblados indígenas adquieren gran protagonismo y por otra parte se crean asentamientos en las cercanías de los enclaves fenicios, al objeto de controlar el acceso hacia el interior. En el caso de Mijas, indicios de estos momentos los encontramos en la vega del río de Fuengirola en el asentamiento de Finca Acebedo (Edad del Hierro II) y a pocos kilómetros hacia el interior del Arroyo de la Cala, en la Roza de Aguado, correspondiente a un poblado de la Edad del Hierro I, lo que hace pensar en un asentamiento fenicio en la desembocadura de dicho arroyo.
La evidencia más importante de esa época se encuentra en La Muralla de Mijas pueblo, donde se ha localizado recientemente un santuario fenicio-púnico, con la presencia de dos placas oculadas conocidas en la bibliografía arqueológica como los “ojos de Astarté”, diversas terracotas, cerámicas de ese periodo y otros elementos.
A partir del siglo II a. C. se produce la llegada de las influencias de la "romanización", proceso que culminará en los primeros siglos de nuestra era.
En relación con las necesidades comerciales y militares romanas, se construirán grandes vías de comunicación que permitieran una rápida y segura vía de contacto entre las distintas y alejadas zonas del Imperio romano. Una de estas vías, recogida en el Itinerario de Antonino (recopilación de caminos del Imperio romano que parece datar de finales del siglo III d. C.), unía Malaca (Málaga) y Gades (Cádiz), atravesando el actual término municipal de Mijas. Esta vía, no sólo conectaba estas dos urbes romanas, sino que también servía de vínculo a otras poblaciones menores y articulaba el territorio por el que circulaba.
En el caso concreto de Mijas, los restos arqueológicos encontrados confirman la existencia de la ciudad romana de Suel, posible sucesora de la ciudad que se formó tras la llegada de los fenicios. Sin embargo, aún no se han encontrado las grandes construcciones de esta ciudad (templos, foro, teatro, etc.), que tuvieron que situarse, según algunos autores, entre la desembocadura del río de Fuengirola y el Cortijo de la Alberquilla, en la margen derecha del río, donde se encuentran los yacimientos arqueológicos de Cortijo de Acebedo y la villa romana de El Chaparral. En este sentido, en la segunda mitad del siglo XVIII, el erudito mijeño Francisco de la Torre Argüelles decía: “Suel, pueblo inmediato a nuestra Mijas y de quien puede decirse que en la actualidad es de esta descendiente y oriunda y por tanto en quien recaen sus timbres y antigüedades”.
Ciertos autores han señalado que Mijas fue denominada en época romana como “Tamisa”, fundamentando esta denominación en su aparición en textos de Ptolomeo, algo totalmente erróneo; además, esa hipótesis no está contrastada por la arqueología, la epigrafía o la historiografía.
A los lados de las vías romana surgieron villas rurales y comerciales, de las que quedan varios testimonios, por ejemplo el yacimiento romano de Haza del Algarrobo, el Diseminado Chaparral núm. 64 o la Villa de la Buti-bamba, junto a la mencionada Villa de Finca Acebedo y a otros yacimientos localizados últimamente en la zona rural de Entrerríos. Durante esta época tuvo también gran importancia la explotación de los mármoles de la sierra de Mijas.
El importante poblamiento romano en Mijas queda asimismo atestiguado por los hallazgos de cerámica romana (terra sigillata) y de monedas en distintas zonas del municipio (Osunilla, La Cala, Mijas o El Olivar) encuadradas desde tiempos de Octavio Augusto (siglos I a. C. - I d. C.) hasta finales del siglo IV de nuestra era.
El mundo romano se desmembra a partir de las invasiones de los pueblos centroeuropeos, que acabarían con la administración romana y causarían el declive del comercio y por ello de las villas relacionadas con él, provocando asimismo la probable decadencia de la estructura urbana de Suel, cuya población quizás se abandonase debido a las condiciones poco seguras reinantes en las tierras llanas cercanas al mar, trasladándose hacia las cotas más altas y defendibles de la actual Mijas y Osunilla.

### Edad Media

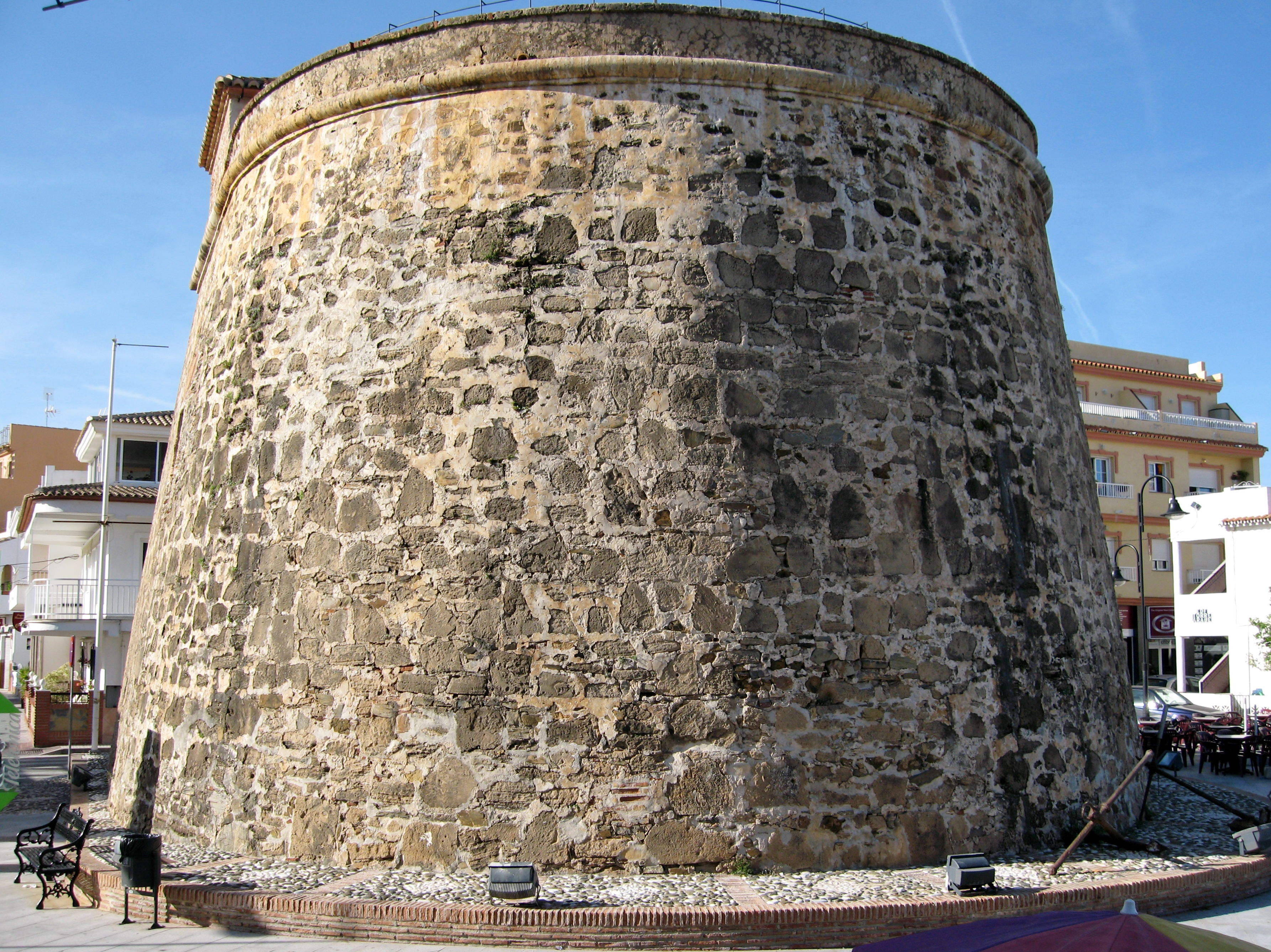
Torre vigía de La Cala

A principios del siglo VIII (711 d. C.), una fuerza militar integrada por árabes y bereberes dependientes del califato Omeya de Damasco desembarcan en Algeciras y ocupan casi todo el territorio peninsular. De este modo, las tierras de la actual Mijas pasan a la órbita de influencia islámica.
De este periodo, que abarca más de 700 años, son pocas las noticias fidedignas sobre Mijas. Sabemos que entre los siglos VIII y IX (durante los emiratos de Muhammad I, al Mundir y 'Abd Allah) surgen revueltas en las áreas rurales porque la población de estas áreas no aceptan el control estatal.
La más importante fue la "fitna" (guerra civil) de finales del emirato, protagonizada por 'Umar Ibn Hafsun y sus hijos, quienes, en torno a Bobastro, aglutinarían el malestar social existente. Entre las primeras localidades que se le unirán estarán Awta, Comares y Mixas (Mijas) a las que se fueron añadiendo diversas poblaciones hasta llegar a controlar buena parte de la actual provincia de Málaga y otras áreas colindantes. Más tarde, las Memorias de Abd Allah citarán Mijas como una de las fortalezas entregadas por éste a Tamim b. Buluqqin. A partir de esa referencia se pierde su pista histórica.
Durante la etapa hispanomusulmana debió de producirse un importante crecimiento tanto económico como demográfico en el ámbito de Mijas. En este sentido, tendríamos que, en 1487, en el momento de la conquista de estas tierras por los Reyes Católicos, existían (según las fuentes cristianas) tres núcleos de población distintos: Mixas (Mijas), Osuna (Osunilla) y Oznar (para algunos historiadores Hornillo), además de la fortaleza de Sohayl conocida por los cristianos como Fuengirola.
Por otra parte, el incremento poblacional también vendría sugerido por las numerosas alquerías dispersas por el territorio, atestiguadas en la actualidad por los numerosos restos de cerámica hispanomusulmana que se encuentran por todo el término municipal.
La agricultura era la base de la economía, beneficiada además por la llamada Revolución Verde, introducida en al-Ándalus en tiempos de ‘Abd al-Rahman II (822-852), y que acabará consolidándose en el siglo X, siendo el principal producto producido los higos, tal como lo atestigua el viajero andalusí al-Idrisi que menciona en sus textos que estos se exportaban hasta la India, producción que se mantuvo como preferente hasta mediados del siglo XVIII.
A finales de mayo de 1485 los Reyes Católicos (Isabel I de Castilla y Fernando II de Aragón) toman la ciudad de Ronda. De forma inmediata se produce la capitulación de las poblaciones del entorno. El éxito obtenido hizo que se prosiguiese de inmediato las incursiones hacia la costa, donde cae Marbella; prosigue con la toma del castillo de Fuengirola y el arrasamiento de Benalmádena, pero no pueden tomar Mijas y Osunilla, que se resisten a las tropas cristianas.
Dos años después, en 1487, se inicia la conquista de Málaga, que cae el 18 de agosto de ese año. Conocida la noticia en Mijas, una delegación de varios vecinos se trasladó a Málaga para negociar la entrega de la población ante el rey Fernando, suponiendo que las condiciones de la rendición serían las que se ofrecían a las localidades que se entregaban sin resistencia, la libertad. No obstante, la resistencia planteada por Mijas en la campaña de 1485 hizo que sus vecinos acabasen como esclavos junto a los de Málaga.

### Edad Moderna

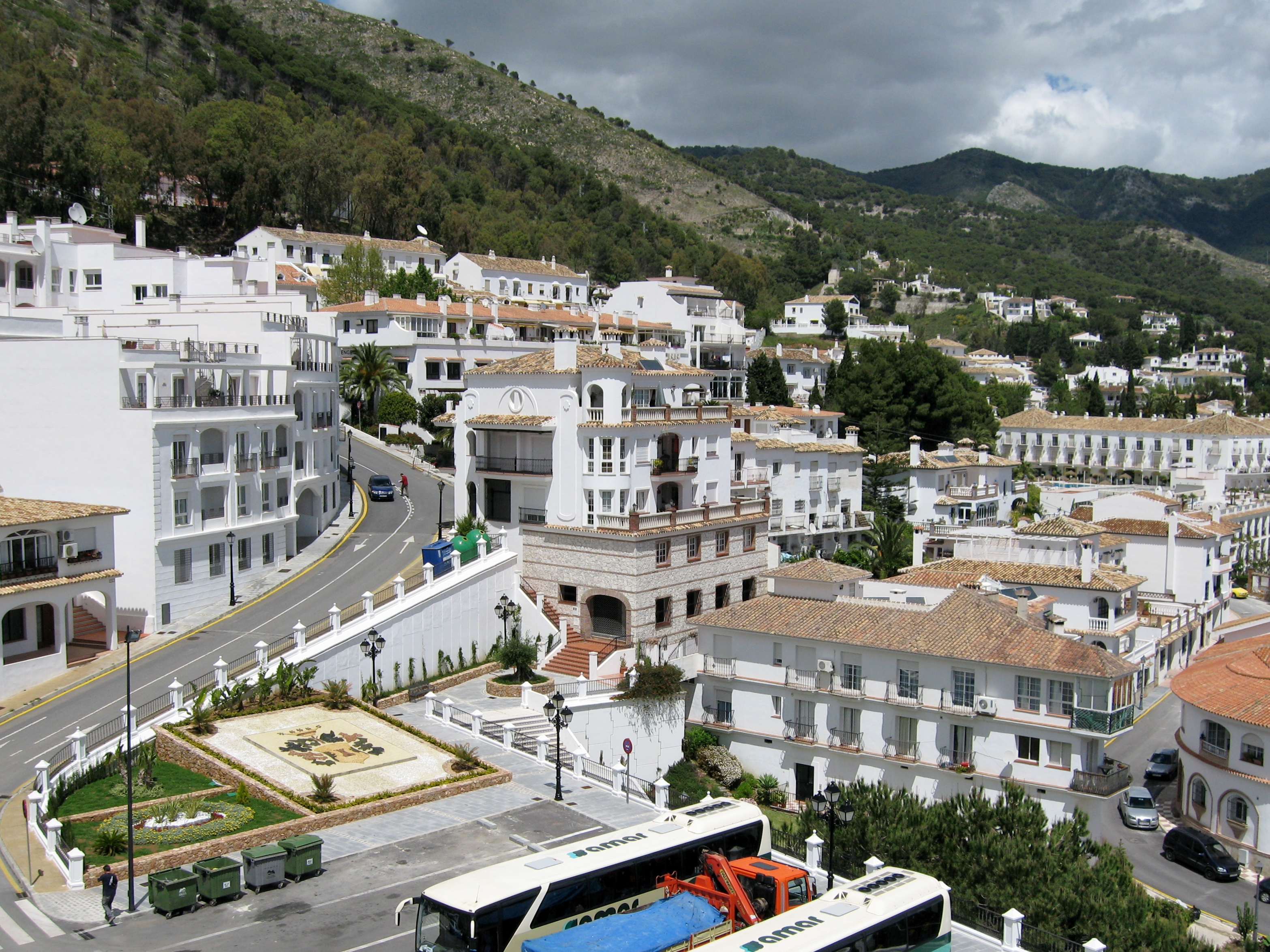
Centro del pueblo

En 1492 se llevó a cabo el Repartimiento de las propiedades a los 50 nuevos colonos cristianos que se habían asentado en Mijas tras la conquista, constatándose aún la presencia de varios vecinos hispano-musulmanes. Sin embargo, a los pocos años son muchos los que abandonaron las tierras concedidas debido a varios factores, como las incursiones de naves de piratas que atacaban las costas de Málaga desde puertos ubicados en el norte de África, etc., lo que provocaría que la zona costera quedara deshabitada y no se pudiese llevar a efecto la repoblación de la zona del castillo de Fuengirola, que pertenecía en estos momentos a Mijas, quedando conformado el territorio municipal que se mantuvo así hasta el año 1841, cuando una franja costera se segregó formando el actual municipio de Fuengirola.
En respuesta a esta inseguridad se levantaron torres vigías a lo largo de la costa para controlar y prevenir las incursiones de los piratas norteafricanos. Desde el siglo XVI al XVIII se levantaron en Mijas las torres de Calahonda, Nueva de la Cala del Moral, Torre-Batería de la Cala del Moral (actual sede del centro de interpretación de las Torres Vigía del Museo Histórico-Etnológico de Mijas) y Calaburra, todas ellas declaradas en la actualidad Bienes de Interés Cultural con la categoría de Monumento.
Durante el reinado de Carlos I de España tiene lugar la Guerra de las Comunidades, originada por el descontento de los nobles castellanos ante las desconsideraciones de que se creían objeto por parte del emperador. Mijas no participó en la contienda y permaneció fiel al Emperador y a su madre, la Reina Dª Juana la Loca. Debido a esta actitud, la Soberana firmó en 1512 una Real Cédula declarando exenta de alcabalas a la Villa de Mijas, con otros privilegios que fueron confirmados por los monarcas de la Casa de Austria y por el primer rey Borbón, Felipe V.
Uno de los primeros edificios que se levantaron por los nuevos habitantes fue la iglesia de la Inmaculada Concepción, terminada en 1631. Uno de los rasgos característicos de este edificio es su torre cuadrada de origen militar y que sirvió de refugio a los habitantes del pueblo en momentos de peligro y que fue construida con anterioridad al templo y adosada a éste para su uso como campanario.
A partir de los 50 vecinos (unas 200-250 personas) de los Repartimientos, la población de Mijas tuvo un crecimiento desigual con dos etapas diferenciadas: una hasta mediados del siglo XV, donde prácticamente no existen cambios e incluso hay épocas de disminución de la misma, y otra a partir de esa fecha en la que se inicia un crecimiento paulatino. Así, en 1591 existían unos 350 habitantes, en 1712 unos 1800 y a mediados del siglo XVIII unos 3600, que pasaron a más de 4200 treinta años más tarde.

### Evolución de la población en Mijas durante la Edad Moderna
Fuente: Archivo Histórico de Mijas
Durante los siglos XVII y XVIII una de las principales actividades económicas de Mijas será la explotación de los mármoles y la falsa ágata de su sierra, los cuales serán utilizados para la construcción de diversos monumentos en distintos lugares de España. Así, tenemos noticias de la utilización de los mismos en la Catedral de Málaga, en el Palacio Arzobispal de Sevilla, en las gradas de la Capilla de San Leandro de la Catedral de Sevilla, en la Sacristía de la iglesia de San Pedro de Granada o en el altar de la Capilla de Santa Tecla en Burgos. A lo anterior se une la agricultura que, desde un monocultivo basado en la producción de higos, irá introduciendo el cultivo de la vid que sustituirá como monocultivo al anterior a mediados del siguiente siglo.
Estas actividades económicas y el incremento de población se vieron reflejados en las cuentas municipales, cuyos ingresos pasaron de unos 3000 reales a mediados del siglo XVIII, a unos 70 000 a finales del mismo.

### Edad Contemporánea
Ya en el siglo XIX, durante la Guerra de la Independencia, Mijas fue ocupada por las tropas napoleónicas a mediados de 1810, en concreto por el 4.º regimiento de Infantería Polaco, estableciéndose una guarnición que osciló entre 75 y 100 hombres, a las que habría que añadir otras que se asentaron en Calahonda y en la fortaleza de Fuengirola. Desde ese mismo momento, el territorio mijeño fue escenario de numerosos enfrentamientos entre las tropas españolas y las de ocupación.
El más importante tuvo lugar en octubre de ese mismo año, cuando un ejército de unos 2000 hombres formado por tropas inglesas y españolas, al mando del general británico Blayney, desembarcó en las playas de la Cala de Mijas con la intención de atacar el Castillo de Fuengirola y la propia Mijas y expulsar a las Tropas Imperiales de Napoleón hacia Málaga, pero esta acción, a pesar del apoyo de seis buques británicos, acabó con la derrota de las tropas angloespañolas y la captura como prisionero del propio lord Blayney, que sería trasladado a Mijas, donde permaneció prisionero hasta su traslado a Málaga. Este acontecimiento fue de una gran importancia en el devenir de la Guerra de la Independencia y constituye uno de los hechos de armas más significativos ocurridos en Andalucía durante dicho conflicto.
En agosto de 1812 las tropas francesas abandonan definitivamente Mijas replegándose a Málaga, desde donde abandonarían la provincia hacia el Norte.
En 1841 tuvo lugar la segregación de una parte del territorio del término municipal que Mijas había mantenido desde 1487, dando lugar a la creación de Fuengirola como término municipal independiente.
Durante el siglo XIX la actividad económica del municipio se basaba en la agricultura, la ganadería y la industria del papel. Los molinos y batanes proliferaron, principalmente en la zona oriental del municipio, aprovechando la riqueza de los acuíferos de este sector de la sierra, que afloraban en la zona de Osunilla y sus alrededores y en la zona de El Barrio de Santa Ana. Muchos de esos molinos, que contaban por aquellas fechas con varios siglos de antigüedad (en los Repartimientos se mencionan dos molino de aceite "de los moros" y un molino de "pan" construido por el primer alcaide de Mijas, Lope de Aponte), mantendrán su actividad hasta los años 1950.
Junto a los batanes y molinos, una de las principales actividades fue el cultivo de la vid, que había ido sustituyendo a las higueras desde mediados del siglo XVIII, proliferando multitud de lagares y toldos de pasas.
La importancia de este cultivo se manifiesta en que el 80 % de la tierra cultivable de Mijas se dedicaba al mismo y estuvo acompañada de un importante incremento poblacional debido a la inmigración de población de otros puntos de la provincia de Málaga, especialmente de la zona oriental, debido a la necesidad de mano de obra especializada para dicha actividad agrícola. Así, de los 5155 habitantes en 1867 se pasó a los 6625 veinte años después (1887), solo unos 2000 menos que los que tenía en aquellos momentos Marbella.
Evolución de la población en Mijas durante la segunda mitad del siglo XIX
Fuente: Archivo Histórico de Mijas
Esta actividad económica se vio truncada por la crisis originada por una plaga de filoxera que afectó a la mayor parte de los viñedos malagueños a finales del siglo XIX, hasta acabar con todos los cultivos y afectar fuertemente a la boyante economía vitivinícola y pasera y provocando una disminución y estancamiento poblacional que no se recuperaría hasta después de la Guerra Civil.
Hasta mediados del siglo XX la actividad económica más floreciente gira en torno a batanes y molinos, junto a la que se desarrolla una agricultura casi autárquica basada en el autoconsumo de la población agraria (cada casa rural posee su era, horno, etc.). Merece destacarse en este espacio agrario el importante desarrollo territorial que alcanza la "arquitectura del agua". Proliferan por doquier acequias, albercas, etc.; así, mencionaremos que en 1948 existían en el municipio más de 200 km de acequias, 236 albercas, 168 eras, 13 norias, 65 pozos, 17 molinos y 2 batanes censados, a los que habría que añadir varios que desarrollaban de forma extraoficial su actividad.
A finales de los años cincuenta, Mijas experimenta un drástico cambio, más acentuado entre 1960 y 1980, con el desarrollo de las actividades turísticas en la Costa del Sol. Es la época del milagro económico español (1959-1973). Numerosos pequeños propietarios rurales comienzan a vender sus tierras para trabajar en el pujante sector de la construcción, que levanta numerosas urbanizaciones que harán de Mijas el principal destino del turismo en España residencial de la Costa del Sol y de España.
La conjunción de elementos tanto históricos como culturales y artísticos en cuanto a su estructura urbana, llevaron en 1969 a que la Villa de Mijas fuese declarada conjunto histórico artístico mediante Decreto 1231/69, de 6 de junio, publicado en el B.O.E. núm. 150 del 24 de junio de 1969, distinción que mantiene en la actualidad.
La decantación hacia las actividades turísticas ocasionó el abandono definitivo de la actividad agraria y el inicio de un nuevo periodo económico, cuya principal actividad se centrará en el sector de los servicios. Este cambio también afectará de forma radical a la población, que de algo más de 7000 habitantes a inicios de los años 1950, pasará a unos 15 000 a comienzos de los años 1980, 33 000 a inicios de los años 1990 y a rondar los 42 000 a comienzos del siglo XXI, para alcanzar en la actualidad más de 90 000, de los que más de 30 000 son extranjeros, siendo el tercer municipio en población de la provincia de Málaga tras la capital y Marbella.
La crisis económica que siguió al estallido de la burbuja inmobiliaria supuso, por ejemplo, el cierre del Hotel Byblos, inaugurado en 1986, y la existencia de promociones inmobiliarias inacabadas o sin compradores.

## Demografía
Mijas cuenta con una población de 93 302 habitantes (INE 2024)
| Gráfica de evolución demográfica de Mijas entre 1842 y 2021                                                         |
| |
| Población de derecho según los censos de población del INE Población de hecho según los censos de población del INE |

| Núcleo                | Hab.   |
| --------------------- | ------ |
| Entrerríos            | 1175   |
| Las Lagunas           | 46 972 |
| La Cala-Calahonda     | 26 919 |
| Mijas Pueblo          | 3531   |
| Osunillas             | 2570   |
| Valtocado-La Alquería | 1575   |

Núcleos urbanos de Mijas

En 2010 Mijas se convirtió en el tercer municipio de la provincia en cuanto a población, superando la cifra de 76 000 habitantes. Tanto el saldo migratorio como vegetativo es de signo positivo. De hecho, el crecimiento en los primeros años del siglo XXI ha sido espectacular, sólo entre 2000 y 2005, la población creció un 39 %, debido fundamentalmente a la llegada de personas de edad avanzada.
Sin embargo, la población de hecho arroja unas cifras muy diferentes al censo oficial. Así, según un estudio del Ayuntamiento de Mijas basado en la recogida de basura doméstica realizado en 2004, la población real del municipio oscila entre los 108 623 habitantes en enero y los 196 815 habitantes en julio, lo que arroja una media de 149 144 habitantes. Es decir, más del doble de la población de derecho.
Otro aspecto destacable de la demografía de Mijas es el porcentaje de población de origen extranjero. Según datos de 2006, en este municipio conviven personas de más de 113 nacionalidades diferentes entre las que destacan por su lejanía y peculiaridad, los de las Islas Mauricio, Baréin, Islas Seychelles o Sri Lanka. Aproximadamente un 36,2 % de los ciudadanos residentes en Mijas proceden de otros países, representando una de las cuotas más altas de toda Andalucía. De éstos, un 77,5 % provienen de países de la Unión Europea, siendo las nacionalidades más numerosas la británica (60 %) y la alemana (9 %).
En cuanto a la distribución de la población en el municipio, Las Lagunas es el núcleo que cuenta con mayor número de ciudadanos censados, acaparando aproximadamente el 55 % del total. La Cala reúne al 29 % de la población mientras que Mijas Pueblo alcanza el 7 %. El resto de la población se reparte entre los diseminados de Entrerríos (1 %), Valtocado (2 %) y Osunillas (5 %).

## Economía

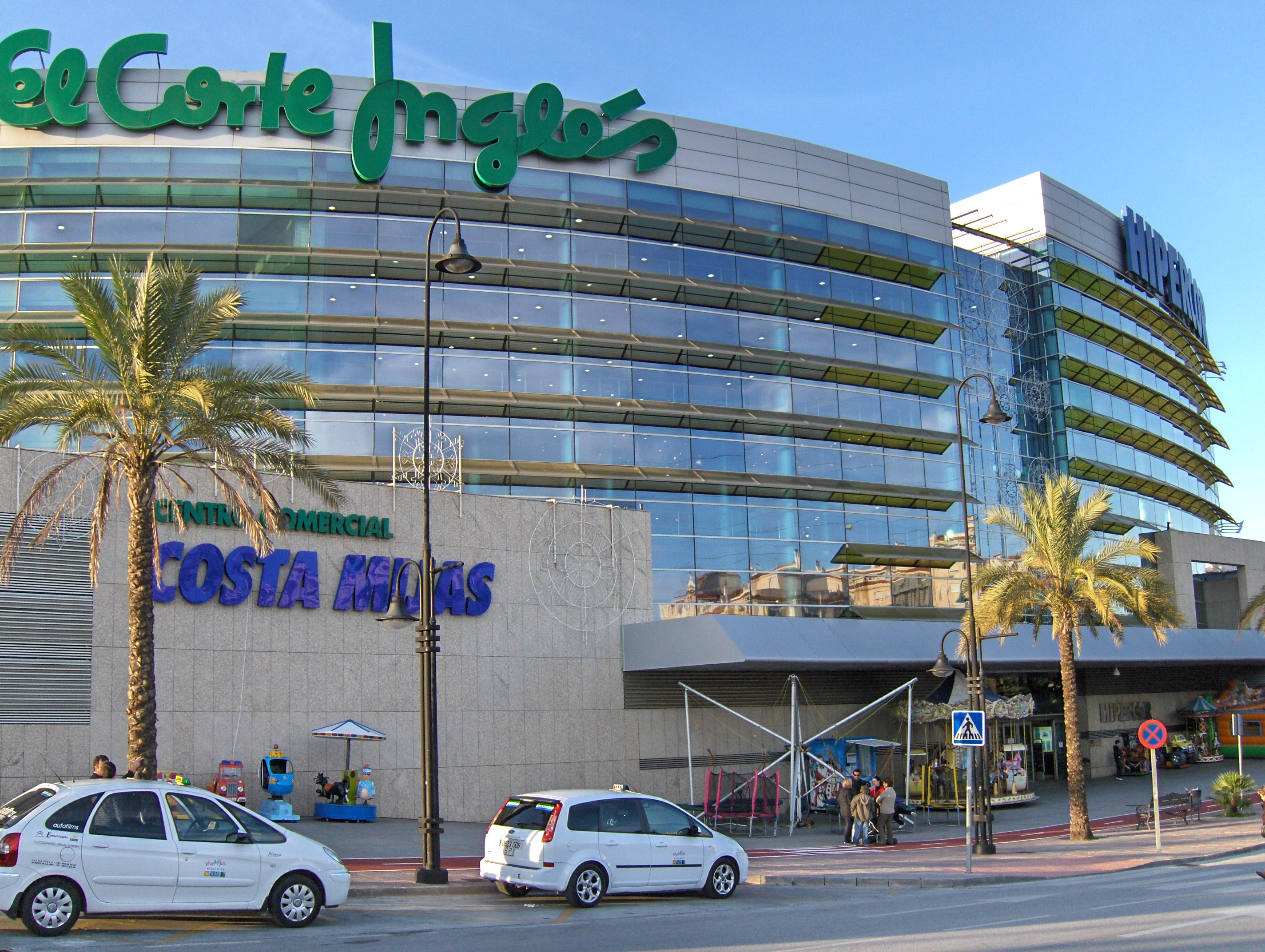
El Corte Inglés

La actividad económica principal de Mijas, como en otros lugares de la Costa del Sol, es el turismo y las actividades derivadas de éste. El municipio cuenta con 15 establecimientos entre hoteles, hostales y pensiones que reúnen algo más de 2400 plazas, siendo seis de ellos de cuatro estrellas y uno de cinco. De mayor importancia económica es el sector del turismo residencial, del que Mijas, junto con Marbella y Estepona, concentra el 54 % de la oferta de la Costa del Sol.
Debido a las presiones urbanísticas y la masiva presencia de campos de golf, tanto las actividades agropecuarias como las industriales ocupan un lugar reducido. No obstante, aún quedan unas 1600 hectáreas dedicadas al cultivo en el municipio, en las que se producen patatas, cereales, plantas ornamentales olivos y, sobre todo, aguacate. En cuanto a la ganadería, están presentes las cabañas bovina, ovina, caprina, porcina y equina así como las aves de corral y las conejas madres. Las actividades industriales, por su parte, están dominadas por el empuje de la construcción.
El tejido empresarial ha crecido de forma importante en los últimos años del pasado siglo y los primeros del siglo actual. Así, la variación relativa del número de empresas del decenio 1993-2003 alcanza casi el 150 %, comparado con el 81,1 % de la provincia de Málaga y el 57,1 % del total de Andalucía. La distribución de las empresas según su actividad económica en 2004 quedaba de la siguiente forma: agricultura, ganadería y pesca: 0,32 %; industria: 5,45 %; construcción: 18,66 %; y servicios: 75,61 %.

## Transportes y comunicaciones

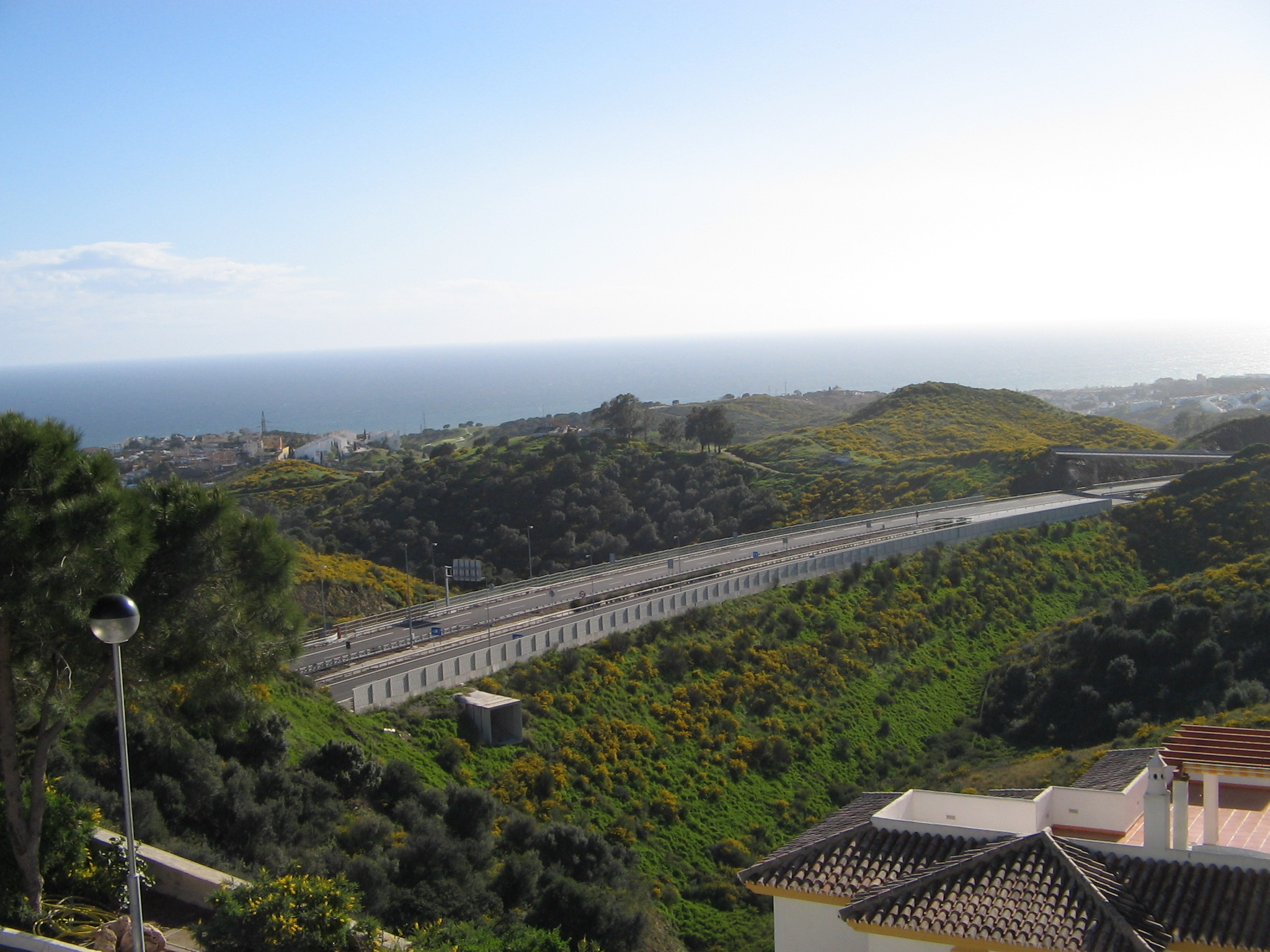
La Autopista del Mediterráneo a su paso por Mijas

### Red de carreteras
El municipio de Mijas está atravesado de este a oeste por la Autovía del Mediterráneo (A-7) y por la AP-7, que lo comunican con Málaga y su aeropuerto, por un lado, y con Marbella y Algeciras, por el otro. La A-7 sirve además para comunicar diferentes puntos del municipio, particularmente La Cala con Las Lagunas. Esta vía, por otra parte, se encuentra frecuentemente colapsada durante los meses de verano dada la ausencia de un transporte público eficiente y la masiva afluencia de visitantes.
Las carreteras secundarias son la A-7053 y la A-387, que enlazan Alhaurín el Grande con Fuengirola. Estas vías atraviesan el municipio de Mijas y lo comunican con el Valle del Guadalhorce a través del Puerto de Pescadores, mientras que la A-368 enlaza Mijas Pueblo con Benalmádena Pueblo por un recorrido sobre la ladera de la sierra.

### Transporte público
Mijas está integrada en el Consorcio de Transporte Metropolitano del Área de Málaga, que ofrece un sistema de billete único en bus urbano e interurbano, ferrocarril de cercanías metro de Málaga y sistema de préstamo de bicicletas públicas del Ayuntamiento de Málaga, Málagabici.
El ferrocarril es inexistente en el municipio, si bien los habitantes del núcleo de Las Lagunas pueden utilizar la Estación de Fuengirola de la línea C-1 del Cercanías Málaga para desplazarse a Benalmádena, Torremolinos y Málaga, además del aeropuerto. No obstante, el proyecto del Corredor de la Costa del Sol prevé tres estaciones en Mijas, situadas en Las Lagunas, La Cala y Calahonda, aunque no hay fecha definitiva para la construcción y apertura del servicio.
Para los viajes hacia el oeste y el interior existe un servicio de autobuses interurbanos, siendo el más utilizado la línea Fuengirola-Marbella, que atraviesa Mijas Costa y da servicio a las numerosas urbanizaciones que se encuentran entre ambos municipios a lo largo de la costa. Desde Mijas parten servicios diarios a Alhaurín el Grande, Arroyo de la Miel, Benalmádena Costa, Benalmádena Pueblo, Coín, Fuengirola, Málaga y Torremolinos.
Las líneas de autobuses interurbanos del Consorcio de Transporte Metropolitano del Área de Málaga pueden consultarse en el siguiente enlace.
El servicio de autobús urbano de Mijas está compuesto por una sola línea, que funciona los días laborables y los sábados hasta mediodía. La línea cubre un recorrido entre el barrio de Santana (en Mijas Pueblo), Las Lagunas y Entrerríos.

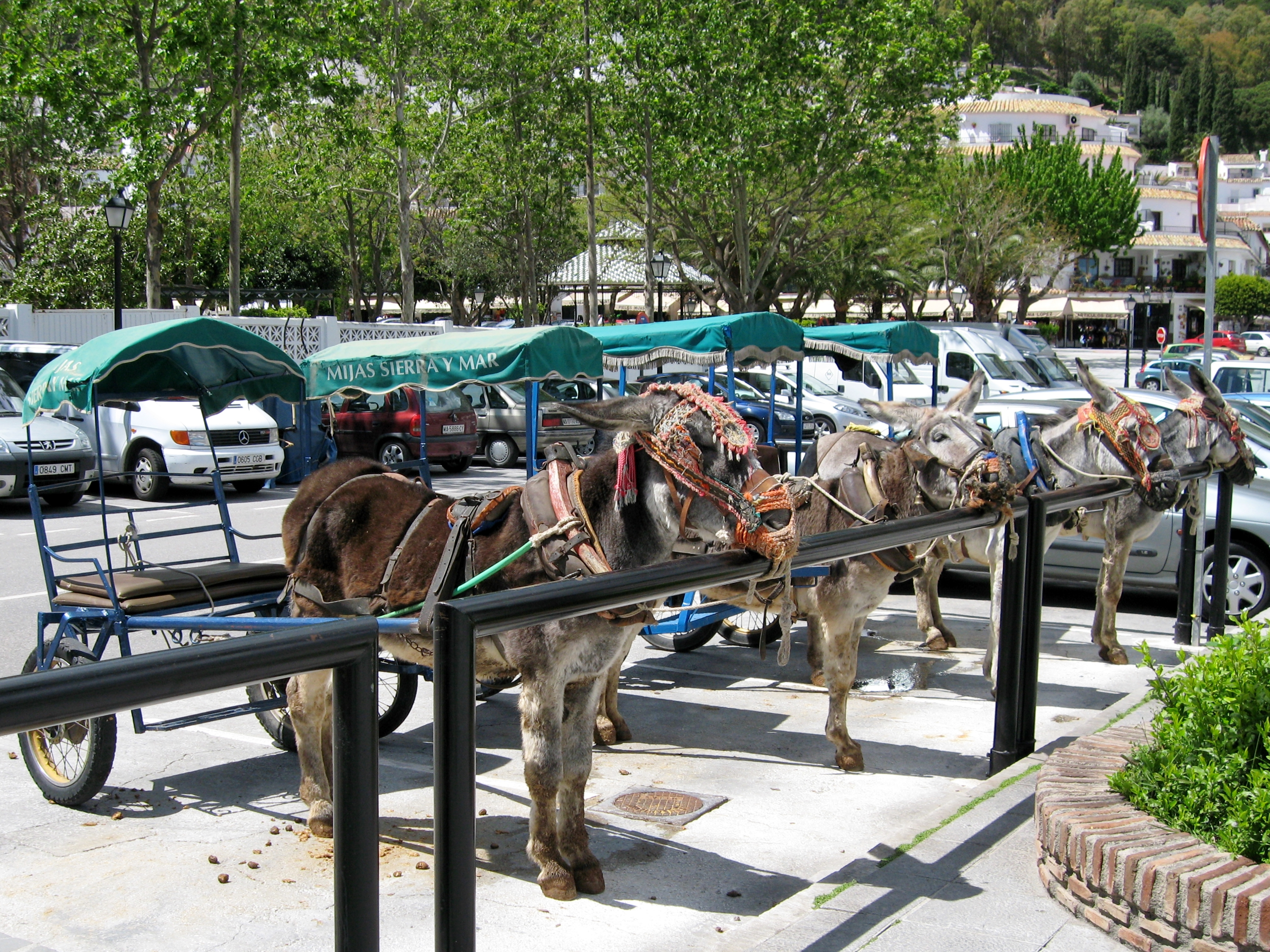
Los burrotaxis aparecieron en los inicios del bum turístico

### Burrotaxis
Los burrotaxis son un método de transporte peculiar de Mijas, que apareció a finales de los años 50, a raíz de que algunos trabajadores de las canteras que regresaban a sus casas en burro, fueran requeridos por los turistas para fotografiarse o dar una vuelta. El número total de asnos que componen este servicio es de 61, de los que 13 son burros de carro y 48 de silla, que disponen de un aparcamiento especial para ellos.
Cada verano son muchos los turistas que acuden a Mijas para visitar este medio de transporte tan peculiar. Los turistas se dan un paseo por las calles más conocidas haciendo así una guía turística.
Los asnos tienen un lugar para ellos en la avenida del Compás, donde se sitúan sus carruajes.

## Administración y política

### Gobierno municipal
La administración política de la ciudad se realiza a través de un ayuntamiento de gestión democrática cuyos componentes se eligen cada cuatro años por sufragio universal. El censo electoral está compuesto por todos los residentes empadronados en Mijas mayores de 18 años y nacionales de España y de los restantes Estados miembros de la Unión Europea. Según lo dispuesto en la Ley del Régimen Electoral General, que establece el número de concejales elegibles en función de la población del municipio, la corporación municipal de Mijas está formada por 25 concejales.
Desde la reinstauración de la democracia en España, el municipio de Mijas ha estado gobernado por el Partido Socialista Obrero Español, casi siempre con mayoría absoluta. En la legislatura 2011-2015, sin embargo, el Partido Popular consiguió hacerse con la victoria y la mayoría absoluta por primera vez con 14 concejales en el ayuntamiento mientras que el Partido Socialista Obrero Español retrocedió hasta 6 ediles. Además, también estaban presentes en el municipio el Grupo Independiente de Mijas (GIM), Izquierda Unida-Los Verdes-Convocatoria por Andalucía y Alternativa Mijeña (AM).
En la actualidad, el cargo de alcaldesa de Mijas lo ostenta Ana Carmen Mata Rico, del Partido Popular, tras la moción de censura del 2 de noviembre de 2023 junto a los 3 concejales de Vox y el concejal de Por Mi Pueblo.
| Periodo   | Nombre                        | Partido | Partido                                                 |
| --------- | ----------------------------- | ------- | ------------------------------------------------------- |
| 1979-1997 | Antonio Maldonado Pérez       |         | Partido Socialista Obrero Español de Andalucía (PSOE-A) |
| 1997-2007 | Agustín Moreno Muñoz          |         | Partido Socialista Obrero Español de Andalucía (PSOE-A) |
| 2007-2011 | Antonio Sánchez Pacheco       |         | Partido Socialista Obrero Español de Andalucía (PSOE-A) |
| 2011-2015 | Ángel Nozal Lajo              |         | Partido Popular de Andalucía (PP)                       |
| 2015-2019 | Juan Carlos Maldonado Estévez |         | Ciudadanos (CS)                                         |
| 2019-2023 | José Antonio González Pérez   |         | Partido Socialista Obrero Español de Andalucía (PSOE-A) |
| 2023-act. | Ana Carmen Mata Rico          |         | Partido Popular de Andalucía (PP)                       |

| Partido político                                        | 2023          | 2023          | 2023          | 2019  | 2019  | 2019       | 2015  | 2015  | 2015       | 2011                        | 2011                        | 2011                        | 2007  | 2007  | 2007       |
| Partido político                                        | %             | Votos         | Concejales    | %     | Votos | Concejales | %     | Votos | Concejales | %                           | Votos                       | Concejales                  | %     | Votos | Concejales |
| Partido Socialista Obrero Español de Andalucía (PSOE-A) | 33,61         | 8589          | 10            | 27,44 | 6610  | 8          | 26,20 | 6078  | 7          | 21,15                       | 5631                        | 7                           | 46,73 | 8379  | 14         |
| Partido Popular de Andalucía (PP)                       | 31,61         | 8077          | 9             | 30,40 | 7322  | 9          | 36,38 | 8439  | 11         | 49,96                       | 11 206                      | 15                          | 36,70 | 6581  | 11         |
| Vox                                                     | 11,46         | 2929          | 3             | 5,56  | 1339  | 1          | —     | —     | —          | —                           | —                           | —                           | —     | —     | —          |
| Ciudadanos (CS)                                         | 6,57          | 1680          | 2             | 21,26 | 5120  | 6          | 17,13 | 3974  | 5          | —                           | —                           | —                           | —     | —     | —          |
| Por Mi Pueblo                                           | 5,52          | 1412          | 1             | —     | —     | —          | —     | —     | —          | —                           | —                           | —                           | —     | —     | —          |
| Con Andalucía-Podemos                                   | 3,36          | 859           | 0             | 5,87  | 1415  | 1          | —     | —     | —          | —                           | —                           | —                           | —     | —     | —          |
| Alternativa Mijeña (AM)                                 | 1,89          | 485           | 0             | —     | —     | —          | —     | —     | —          | 5,30                        | 1188                        | 1                           | 4,94  | 885   | 0          |
| Izquierda Unida (IU)                                    | Con Andalucía | Con Andalucía | Con Andalucía | 2,41  | 581   | 0          | 3,72  | 862   | 0          | 3,93                        | 881                         | 0                           | 4,66  | 835   | 0          |
| Costa del Sol Sí Puede Tic Tac (CSSPTT)                 | —             | —             | —             | —     | —     | —          | 7,26  | 1683  | 2          | —                           | —                           | —                           | —     | —     | —          |
| Grupo Independiente de Mijas (GIM)                      | —             | —             | —             | —     | —     | —          | —     | —     | —          | 6,82                        | 1530                        | 2                           | —     | —     | —          |
| Los Verdes (LV)                                         | –             | –             | –             | –     | –     | –          | –     | –     | –          | Con Alternativa Mijeña (AM) | Con Alternativa Mijeña (AM) | Con Alternativa Mijeña (AM) | 2,48  | 445   | 0          |

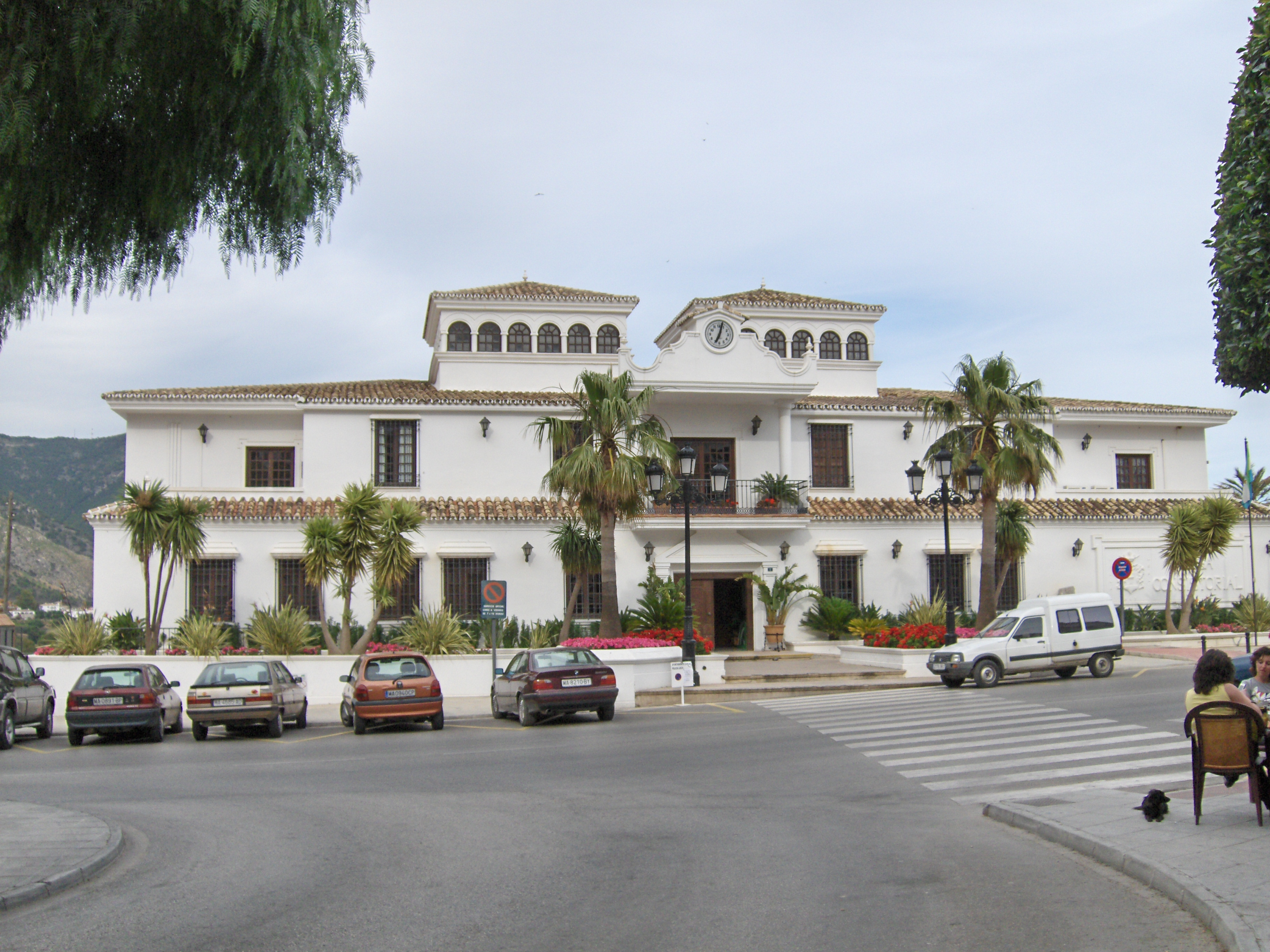
Ayuntamiento de Mijas

Como otros municipios de la Costa del Sol (véase Operación Astapa, Caso Malaya, etc.), Mijas no ha estado libre de escándalos políticos y presuntos casos de corrupción. En julio de 2007, el exalcalde, Agustín Moreno Muñoz dimitió tras diez años al frente del consistorio al subir su sueldo a unos 126 000 euros anuales, lo que le convertía en el regidor mejor pagado de España.
Anteriormente, en mayo de 2004, el exalcalde logró una plaza de médico funcionario en una oposición convocada por él, en la que fue el único aspirante y en la que el presidente del tribunal era su propio concejal de Personal. Desde entonces, el Ayuntamiento de Mijas aprobó dos subidas de sueldo para esta plaza (aunque aún no estaba ocupada por nadie) hasta dejarla en 70 000 euros anuales.
En 2005, el exalcalde Antonio Maldonado formuló una demanda contra el ayuntamiento ante la Fiscalía Anticorrupción por «irregularidades» en la concesión del hipódromo a la empresa Carrera Entertainment Corporation. Además, el Caso Malaya también salpicó al Ayuntamiento de Mijas, al descubrirse que la arquitecta jefe recibió un jamón ibérico de 200 euros y una invitación vip para dos personas en el Hotel Guadalpín por parte de la empresa Aifos, y que esta figuraba junto a otro técnico del ayuntamiento y el propio alcalde en el listado de reparto de regalos de esta empresa, principal implicada en el Caso Malaya. Otro caso investigado es un presunto delito urbanístico en una promoción de viviendas protegidas del ayuntamiento que se ubica supuestamente en una vía pecuaria, que es de dominio público.
Por otro lado, las deficiencias de la justicia y la policía españolas quedaron en evidencia en Mijas en el caso Wanninkhof, en el que un jurado popular condenó a una inocente.

### Consulados
El consulado de Bélgica en la provincia de Málaga tiene su sede en Mijas Costa.

## Símbolos
Los símbolos de Mijas son su bandera y su escudo. El escudo ha sido aprobado por Resolución de 17 de enero de 2012, de la Dirección General de Administración Local de la Junta de Andalucía. (BOJA 30/1/2012)
. La bandera fue aprobada por la Junta de Andalucía el 24 de enero de 2000 y se define por la siguiente descripción:

"Bandera apaisada compuesta por tres franjas paralelas entre sí y perpendiculares al asta, la primera verde, la segunda blanca y la tercera azul. Sobre la franja blanca, centrado, el Escudo de Armas Local."

## Patrimonio

### Arquitectura religiosa

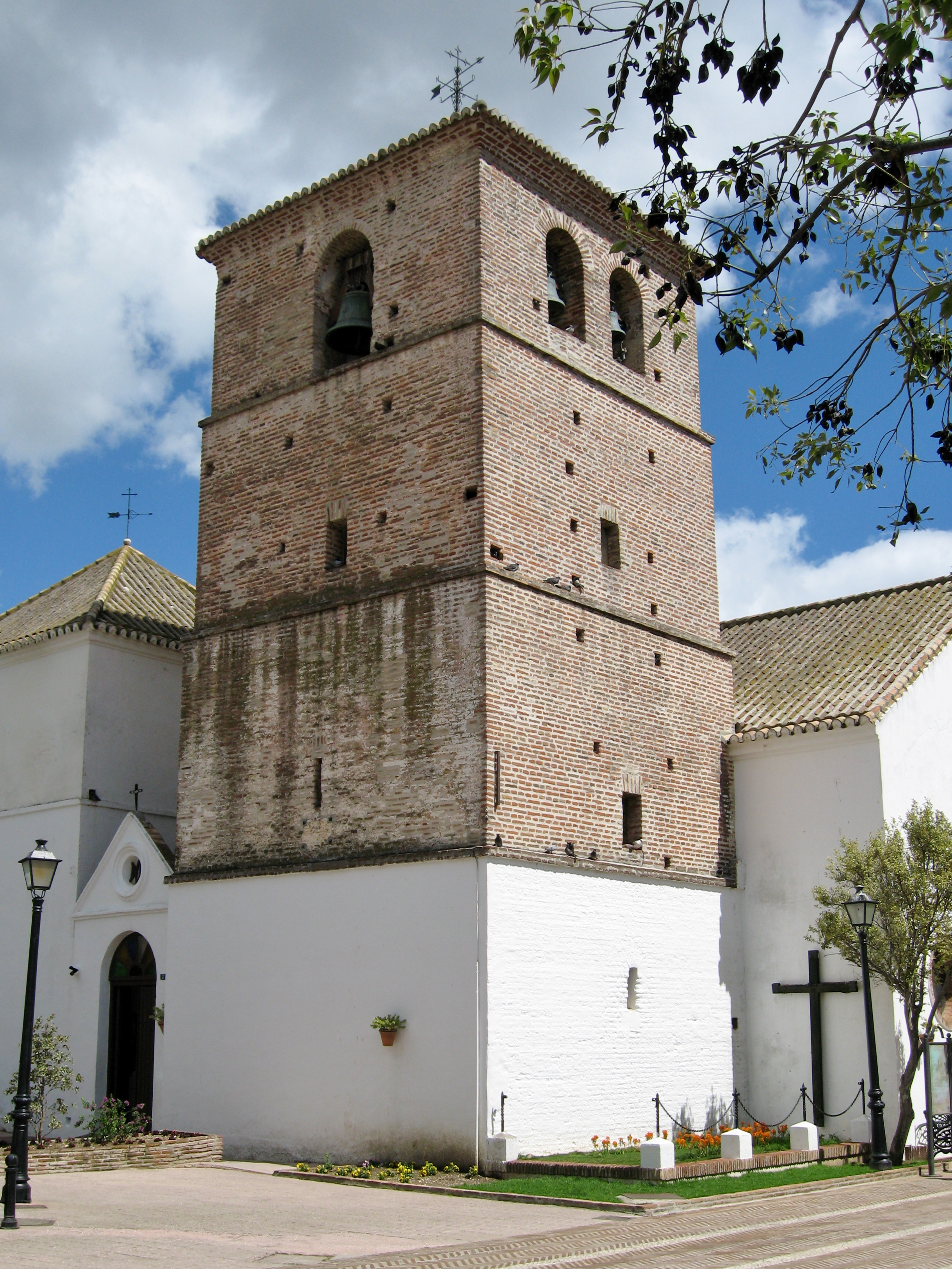
Parroquia de la Inmaculada Concepción

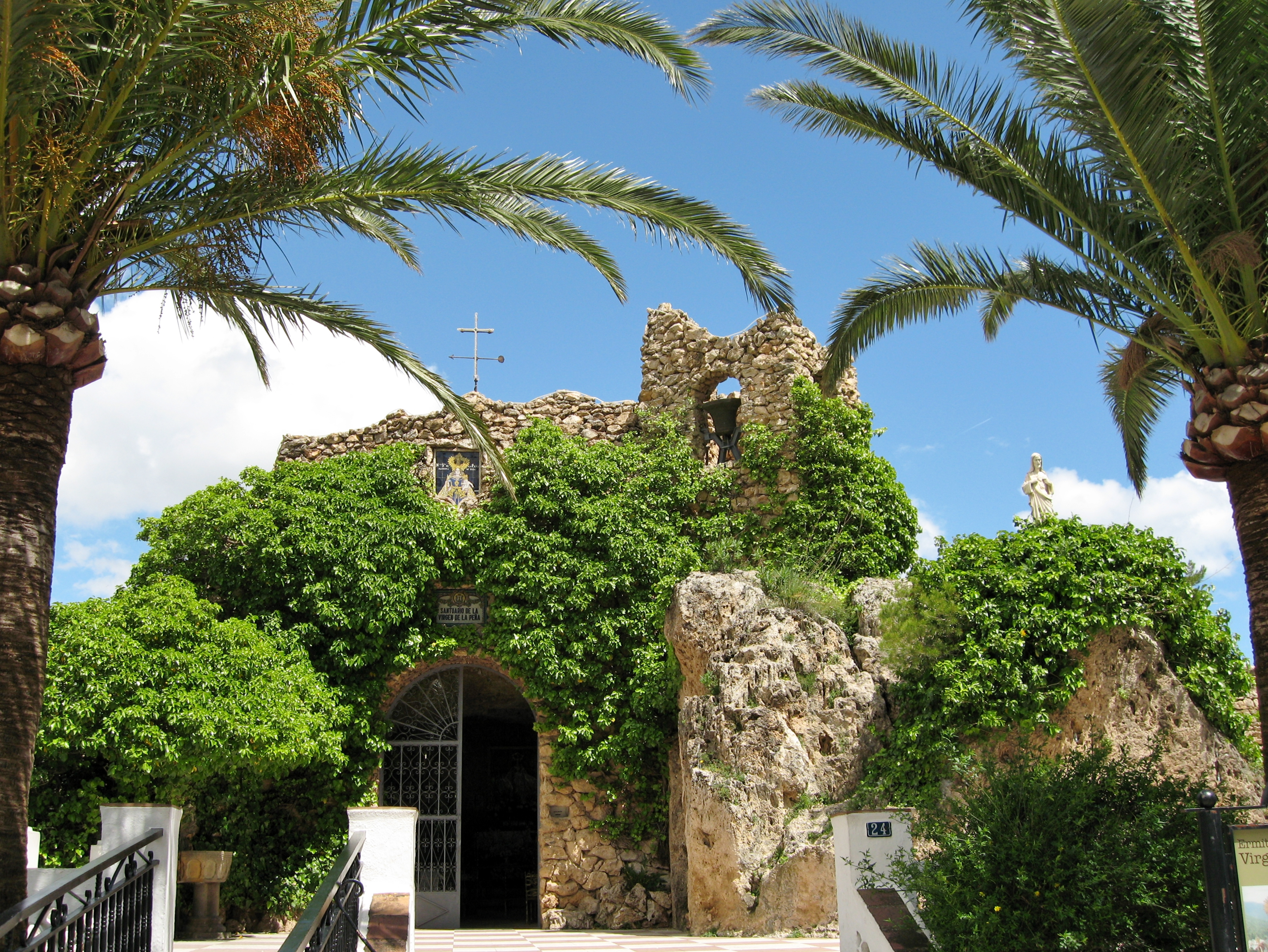
Ermita de la Virgen de la Peña

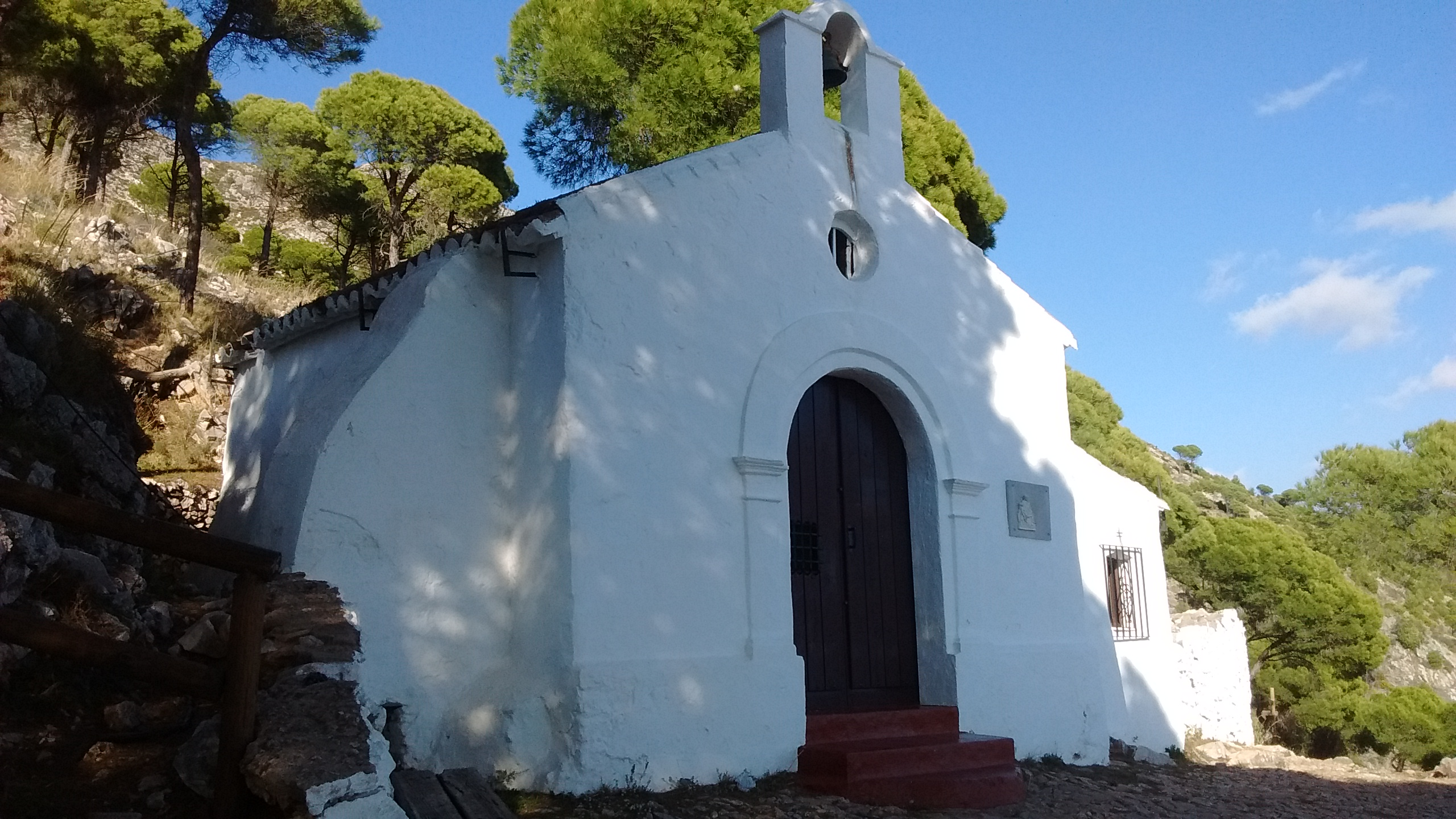
Ermita del Calvario

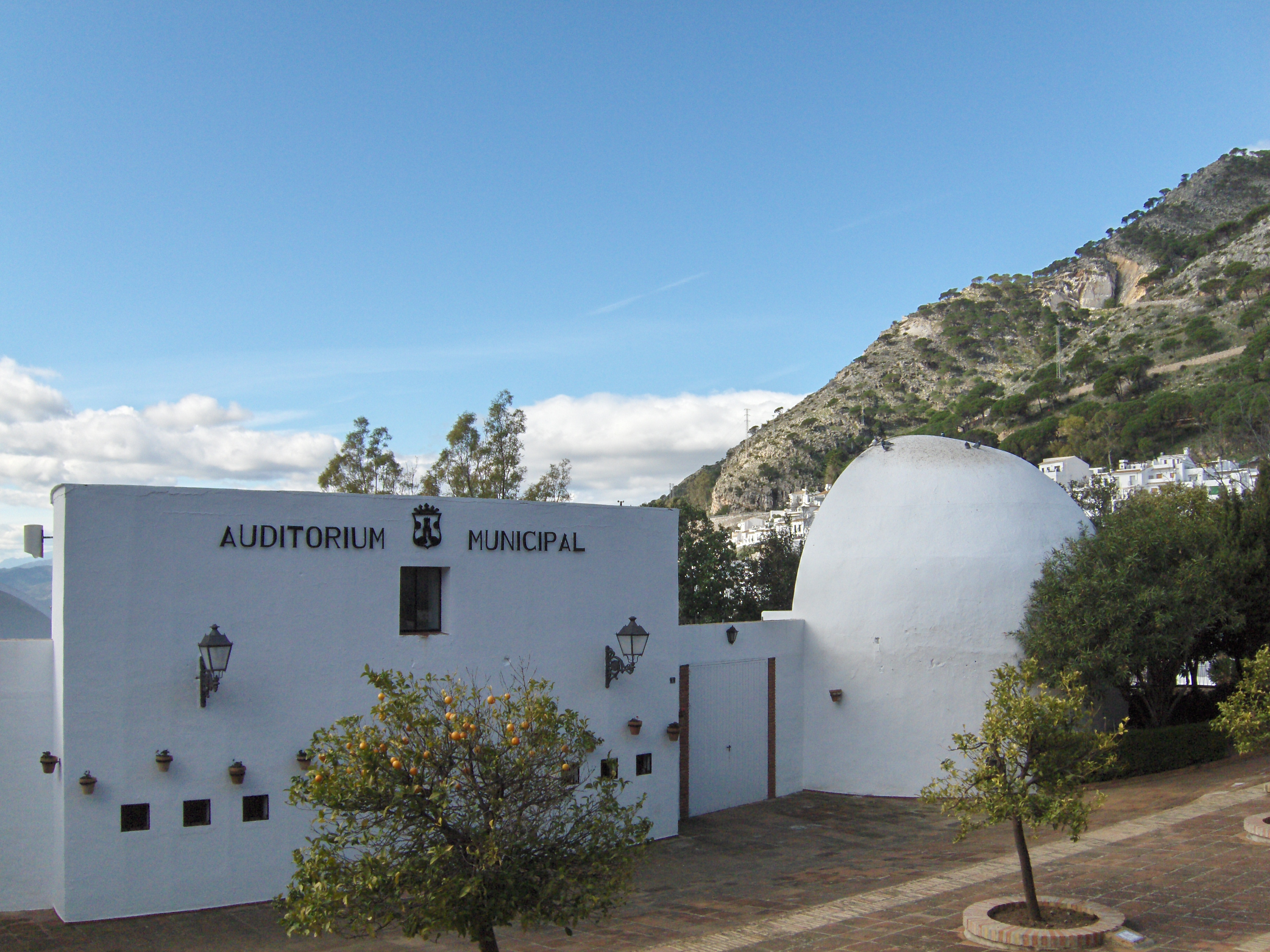
Auditorio

- Ermita de la Virgen de la Peña: Ermita cueva excavada en la roca por un hermano carmelita entre los años 1656 y 1682, a la que se le ha añadido una sacristía de piedra irregular, tratando de simular una obra natural. El exterior de los pies realizado con la misma intención, tiene acceso de medio punto y pequeña espadaña. En una irregular hornacina excavada en el frontal se encuentra la Virgen de la Peña, patrona de Mijas.[43]
- Parroquia San Manuel: Es el único templo Católico que se halla en el núcleo de Las Lagunas. Sus comienzos fueron en el año 1984 en una pequeña capilla, donde en la actualidad se venera a la Virgen de Fátima. En el año 1992 se construyó el templo actual, el cual tiene la peculiaridad de ser un templo de base octogonal. En este templo se da culto a las imágenes del Cristo de Medinaceli, Santísimo Cristo de la Unión, Nuestra Señora de la Piedad y Nuestra Señora de la Paz, esta última es la patrona del núcleo lagunero. El párroco desde los inicios de la parroquia hasta la actualidad es el reverendo Don José María Ramos Villalobos.[43]
- Ermita de Nuestra Señora de los Remedios o de Santa Ana: Levantada a comienzos del siglo XVIII, la reducida iglesia presenta una sola nave con armadura de parhilera, que se convierte en la capilla mayor en bóveda de arista. Muy restaurada, mantiene de mérito la escultura de vestir de la Virgen de los Remedios del siglo XVIII.[43]

- Iglesia de San Sebastián: su construcción corresponde a finales del siglo XVII, reformada en numerosas ocasiones. Aparece con una nave cubierta con una armadura de palrhilera, capilla mayor cuadrada con bóveda semiesférica y camarín con bóveda de arista dónde se muestran pinturas murales de ángeles.[43]
- Iglesia parroquial de la Inmaculada Concepción: consagrada en 1631, está situada en la zona alta del pueblo y sobre las ruinas de la antigua mezquita de la que se aprovechó su torre mudéjar para que cumpliera las funciones de campanario. Tiene tres naves separadas por arcos de medio punto que apean sobre columnas de mármol, cubriéndose la central armadura mudéjar de madera y las laterales con en el presbiterio y brazos del crucero. En la epístola se abre otra capilla de mayores dimensiones con bóvedas semiesféricas sobre pechinas decoradas con yeserías de tipo malagueño, fechadas en 1705. Durante su restauración 1992-1993 se descubrieron ocho frescos con imágenes de apóstoles, que datan de la primera mitad del siglo XVII. En ella tuvieron lugar miles de casamientos.[43]
- Ermita del Calvario: situada en la falda de la sierra de Mijas, se construyó alrededor de 1710 para el retiro de los frailes carmelitas que habitaban el hospicio y el Monasterio del Compás.[43]
- Ermita de San Antón: de una sola nave, fue construida en el siglo XVIII. La talla del Santo es de madera policromada de la misma época. Abre al público el día 17 de enero, patrón de San Antón.[43]

### Arquitectura civil
- Jardines de la Muralla: jardines construidos sobre los restos de la antigua fortaleza que rodeaba el pueblo. Contienen diferentes especies vegetales que se complementan con un mirador con vistas al mar.[43]
- Torres vigía: cuatro torres almenaras que formaban parte una antigua línea defensiva costera situada a lo largo del litoral mediterráneo andaluz. De este a oeste: Torre de Calaburras, Torre Nueva de La Cala del Moral, Torre Batería de La Cala del Moral y Torre de Calahonda.[43]
- Auditorio y Teatro de Las Lagunas: espacios escénicos de reciente construcción y moderna arquitectura.[43]

### Playas
- La Cala de Mijas: playa urbana de arena oscura de grano medio y alguna zona rocosa y un grado de ocupación alto. Mide 1,6 km de longitud y en ella ondea la bandera azul. Es una playa con una vida nocturna animada durante los fines de semana y escenario de varios eventos musicales en verano.[44]
- Cabo Rocoso: playa de arena oscura de grano medio y oleaje moderado. Es una playa semiurbana con un grado de ocupación bajo y unos 100 m de longitud. Se puede practicar windsurf, vela y submarinismo.[44]

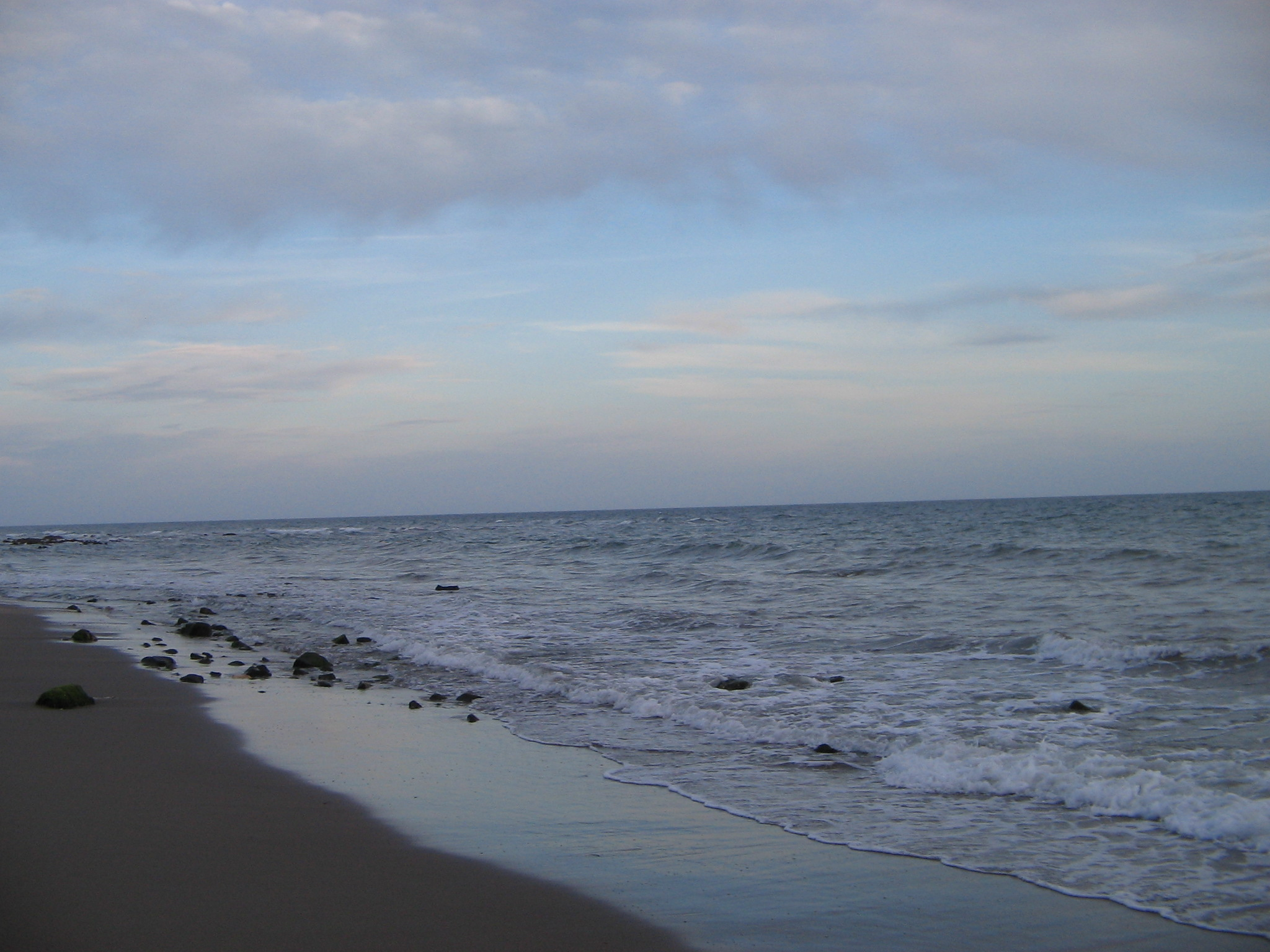
Playa de Calahonda

- Calahonda: playa de arena dorada de grano medio y aguas tranquilas. Es una playa semiurbana con un grado de ocupación alto y unos 4,5 km de longitud. Se puede practicar buceo y pesca.[44]
- El Bombo: playa semiurbana de arena oscura situada junto a un acantilado, por lo que es óptima para el submarinismo. Tiene 1,1 km de longitud y un grado de ocupación alto.[44]
- El Chaparral: semiurbana con rocas y oleaje moderado. Tiene un grado de ocupación medio y 4,4 km de longitud. Posibilidad de practicar windsurf, vela y submarinismo.[44]
- El Faro: enclave rocoso con múltiples calitas de arena fina. Se practica la pesca submarina y con caña. Tiene 1,4 km de longitud y un grado de ocupación bajo.[44]

#### Características de las playas
Playa La Luna (Zona Calahonda)
- Longitud: 850 m
- Ancho medio: 25 m
- Tipo de arena: oscura
- Fondo: mixto (arena-rocas)

Playa Royal Beach (Zona Calahonda)
- Longitud: 630 m
- Ancho medio: 22 m
- Tipo de arena: oscura
- Fondo: mixto (arena-rocas)

Playa El Almirante (Zona Calahonda)
- Longitud: 320 m
- Ancho medio: 11 m
- Tipo de arena: oscura
- Fondo: mixto (arena-rocas)

Playa Doña Lola (Zona Calahonda)
- Longitud: 540 m
- Ancho medio: 18 m
- Tipo de arena: oscura
- Fondo: mixto (arena-rocas)

Playa Riviera
- Longitud: 1350 m
- Ancho medio: 25 m
- Tipo de arena: oscura
- Fondo: mixto (arena-rocas)

Playa Cabo Rocoso
- Longitud: 750 m
- Ancho medio: 12 m
- Tipo de arena: oscura, grava
- Fondo: mixto (arena-rocas)

Playa El Bombo (Zona La Cala)
- Longitud: 650 m
- Ancho medio: 37 m
- Tipo de arena: fina
- Fondo: arena

Playa Butiplaya (Zona La Cala)
- Longitud: 400 m
- Ancho medio: 33 m
- Tipo de arena: fina
- Fondo: arena

Playa La Cala (Zona La Cala)
- Longitud: 1058 m
- Ancho medio: 38 m
- Tipo de arena: fina
- Fondo: arena

Playa Las Doradas (Zona La Cala)
- Longitud: 800 m
- Ancho medio: 14 m
- Tipo de arena: fina
- Fondo: mixto (arena-rocas)

Playa El Chaparral
- Longitud: 850 m
- Ancho medio: 33 m
- Tipo de arena: fina
- Fondo: mixto (arena-rocas)

Playa Marina (naturista)
- Longitud: 940 m
- Ancho medio: 16 m
- Tipo de arena: oscura, grava
- Fondo: rocoso

Playa El Charcón
- Longitud: 550 m
- Ancho medio: 26 m
- Tipo de arena: oscura
- Fondo: mixto (arena-rocas)

Playa Faro de Calaburras
- Longitud: 870 m
- Ancho medio: 28 m
- Tipo de arena: Fina
- Fondo: mixto (arena-rocas)

Playa Peñón del Cura
- Longitud: 250 m
- Ancho medio: 16 m
- Tipo de arena: oscura, grava
- Fondo: mixto (arena-rocas)

Playa El Ejido
- Longitud: 340 m
- Ancho medio: 26 m
- Tipo de arena: fina
- Fondo: mixto (arena-rocas)

## Cultura

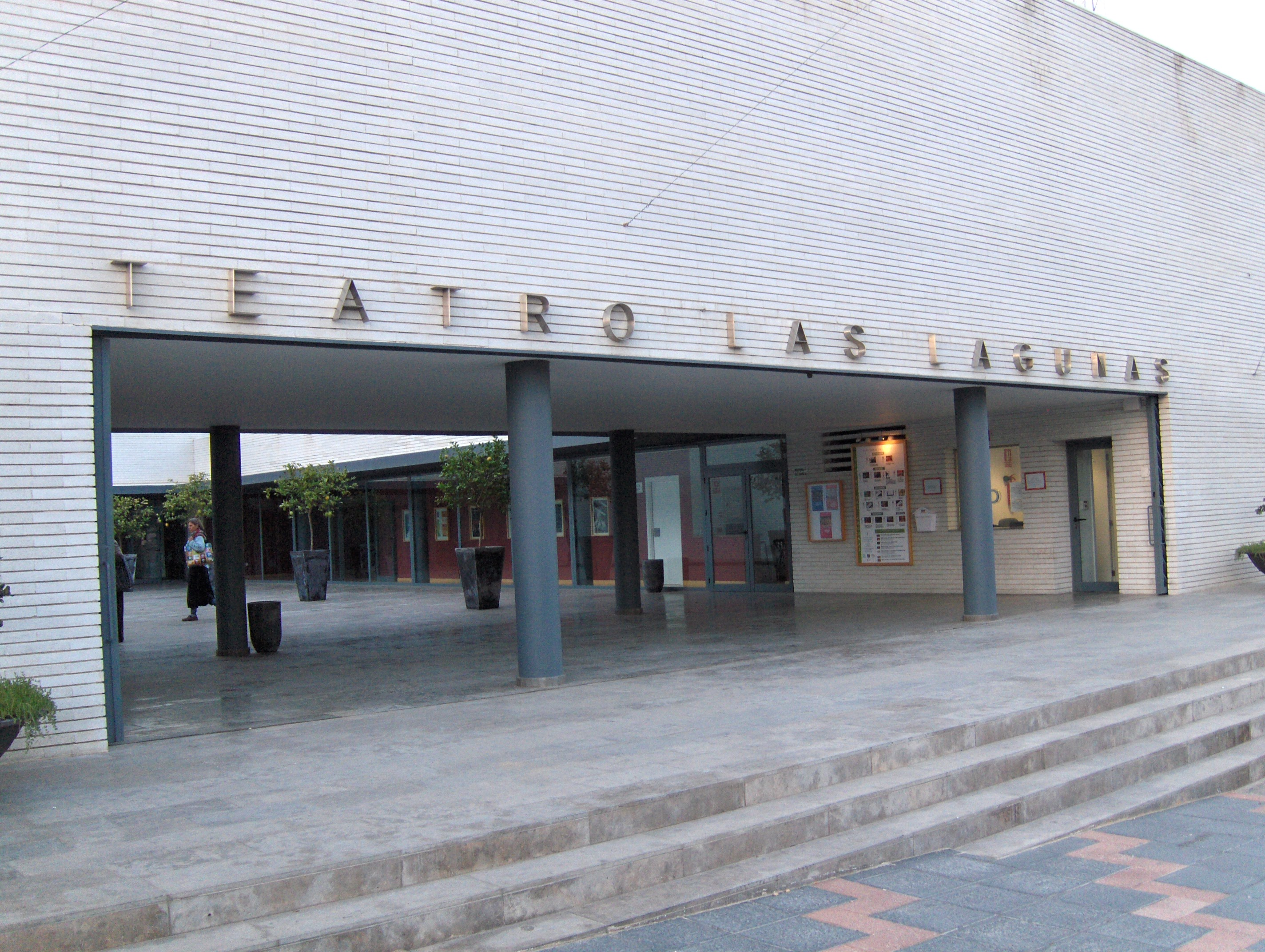
Teatro Las Lagunas

Los eventos culturales más importantes del municipio son la bienal de arte Villa de Mijas y el Festival de teatro villa de Mijas, que se celebran entre octubre y noviembre la primera y en junio el segundo. Las exposiciones oficiales de artes plásticas tienen lugar en las salas de las Casas de la Cultura de La Cala, Las Lagunas y Mijas Pueblo, así como en el ayuntamiento. Para la representación de artes escénicas el municipio cuenta con el Auditorio Municipal y el nuevo Teatro de Las Lagunas.
A lo largo del año se organizan varios festivales musicales, principalmente durante los meses de verano y al aire libre. En agosto tienen lugar el Festival Flamenco, la Noche Latina y el Festival Calapop, dedicados a diferentes géneros musicales. En junio se celebra la Noche Celta, en la que generalmente tocan bandas de gaitas de Gibraltar y del norte de España. Además durante todo el verano tienen lugar junto a las playas del municipio las Noches de Luna y Playa, que incluyen conciertos de música clásica, danza y flamenco. Finalmente, en otoño se celebra el Festival de jazz de Mijas, en cuya segunda edición en 2009 se promocionó a músicos andaluces.
Otros eventos culturales son el Certamen de cuentos, el Certamen literario de cartas de amor, el mercado de los sentidos y el día internacional de los pueblos. Este último evento se realizaba en el mes de mayo. En la actualidad, enero de 2025, no se realiza.
Gracias a estos eventos, Mijas recibe una gran cantidad de turistas todo el año, pero mayoritariamente en los meses de verano.

### Museos

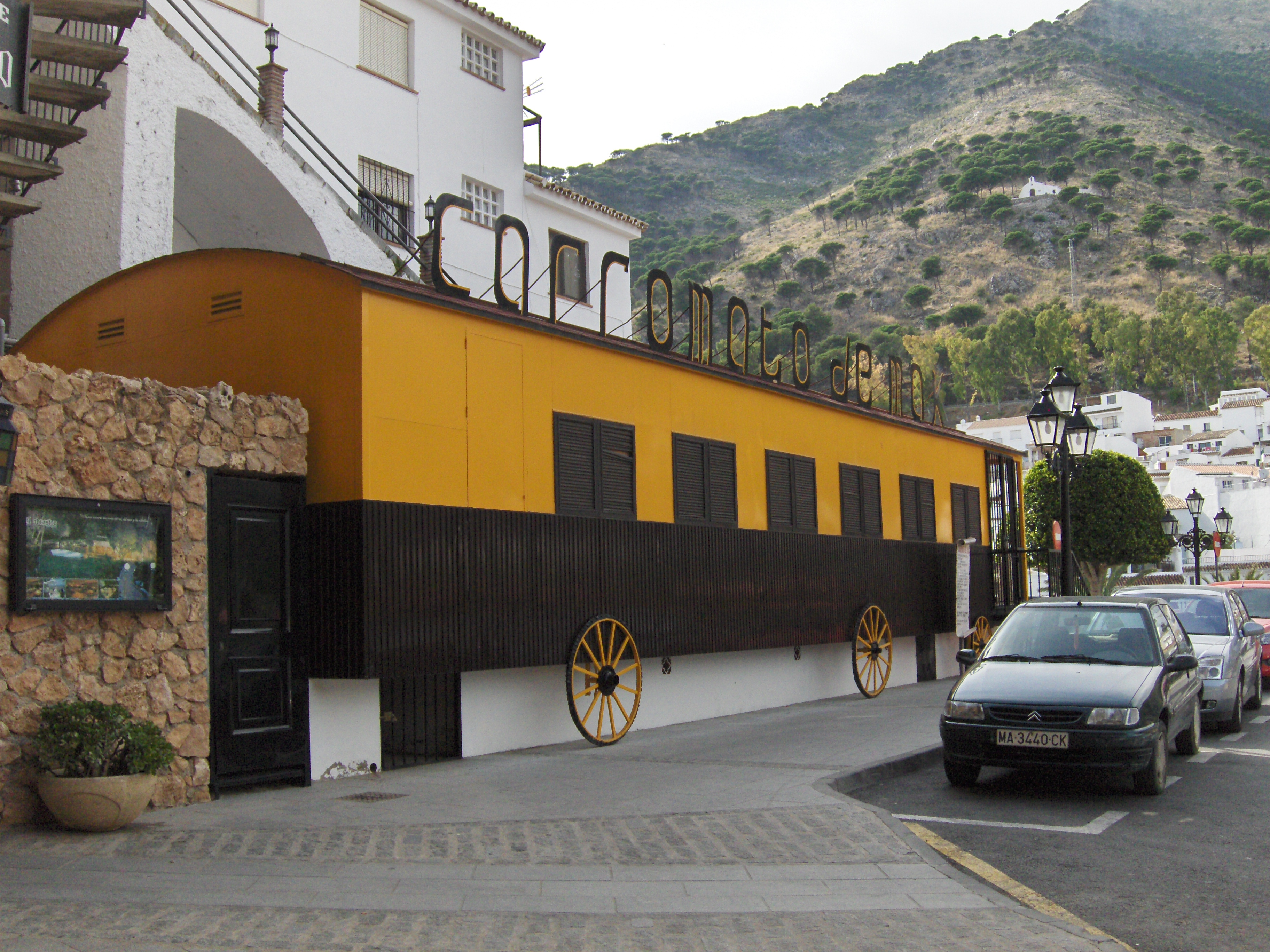
Museo de miniaturas o Carromato de Max

- Museo de Miniaturas de Mijas, o Carromato de Max: recoge una colección de artículos en miniatura que incluye una "Cabeza de un hombre blanco reducida por los jíbaros"; el retrato de "Abraham Lincoln" realizado en pintura sobre la cabeza de un alfiler; el "Padre nuestro" escrito en el canto de una tarjeta de visita; la representación de "Las siete maravillas del mundo" talladas en un palillo de dientes; y la "Última cena de Leonardo Da Vinci" en un grano de arroz, entre otras cosas.[48]
- CAC Mijas: Centro de Arte Contemporáneo de Mijas. Inaugurado el 29 de noviembre de 2013. Alberga la 2.ª colección de cerámicas de Picasso más importante del mundo (en número de obras). También cuenta con diferentes exposiciones temporales. Hasta el 1 de junio de 2016 estuvo expuesta la colección Picasso, Dalí y Miró: Los tres tenores del arte español donde podían observarse desde litografías hasta esculturas. Y además, todos los sábados se llevan a cabo talleres gratuitos para niños.
- Museo Histórico-Etnológico: fue inaugurado en 1995 y contiene una colección de utensilios de labranza, pesca, molinos de aceite, una bodega, típica cocina mijeña, etc. Además, también se exponen colecciones de arte itinerantes y artesanía local.[48]
- Centro de interpretación de las Torres Vigía: situado en la Torre Nueva de La Cala del Moral contiene una muestra sobre el origen de la vigilancia del litoral, los recursos utilizados, reproducciones a escala de las 4 torres de Mijas y textos históricos. Una segunda sala narra el desembarco de Torrijos en las playas de Mijas y en una tercera se exhibe el pasado pesquero de Mijas con barcas de pesca como la traiña, la jábega, el sardinal y la patera junto a otros enseres.[49]

### Bibliotecas
- Biblioteca de Mijas Pueblo.[50] (está ubicada en la avenida de México 7)
- Biblioteca de Las Lagunas (está ubicada en el interior de la Casa de la Cultura de Las Lagunas).
- Biblioteca de La Cala, situada en el Bulevar de La Cala.

### Fiestas populares
Dada la dispersión de la población en diferentes núcleos, localidades y urbanizaciones, las fiestas del municipio son numerosas. Cada comunidad o barrio celebra su propia verbena y romería, pero las principales ferias son las de Mijas Pueblo, La Cala y Las Lagunas. Las ferias suelen arrancar con una cabalgata y fuegos artificiales e incluyen exhibiciones ecuestres, exposiciones y competiciones deportivas y se baila el típico fandango de Mijas.
Como en otros pueblos de Andalucía, en Mijas también se celebran el carnaval, la Semana Santa, el Corpus Christi, las cruces de mayo, la candelaria y la noche de San Juan, que se celebra en la calle Carril. Los niños hacen muñecos y a las 00:00 son colgados y posteriormente quemados, cayendo así en una hoguera donde se tiran deseos escritos en papel. Además de fiestas propias del municipio, como la Fiesta de San Antón, en la que los mijeños llevan a sus mascotas a la ermita de San Antón, patrón de los animales, para que sean bendecidas. Este Santo tiene una leyenda, y es que para ``encontrar novio´´ las mujeres tienen que tirarle una piedra y darle en sus partes íntimas. 
También se celebran festivales de bailes flamencos dirigidos por Remedios Fernández y Víctor Rojas, en el que las alumnas y alumnos durante todo un curso de ensayos muestran sus bailes en un espectáculo que se realiza en el auditorio situado en Mijas Pueblo en el mes de junio.

### Gastronomía
En el aspecto gastronómico, al margen de los muchos restaurantes internacionales que existen, la cocina de Mijas está basada sobre todo en los ricos y variados primeros platos, por su gran variedad de sopas. Destacan platos de la cocina local como el salmorejo, maimones, cachorreñas y gazpachuelo, y dulces típicos como los buñuelos y los hornazos, todos ellos heredados de la época árabe.
Existen muchos comercios donde los vecinos realizan sus compras. Algunos de ellos son: Carnicería Cortés desde 1890, Panadería María Quero, supermercados Miguel Gómez, mercado municipal de Mijas, etc.

### Artesanía
En Mijas se producen artesanalmente artículos de esparto, hilo, mimbre, cerámica, forja tradicional y artística, joyería y repujado en plata.

### Medios informativos
En cuanto a las comunicaciones informativas, Mijas cuenta con el medio Mijas Comunicación, que tiene su propio canal televisivo, Canal 3.40, así como emisoras de radio y prensa escrita editada en el municipio en castellano e inglés.

### Deporte

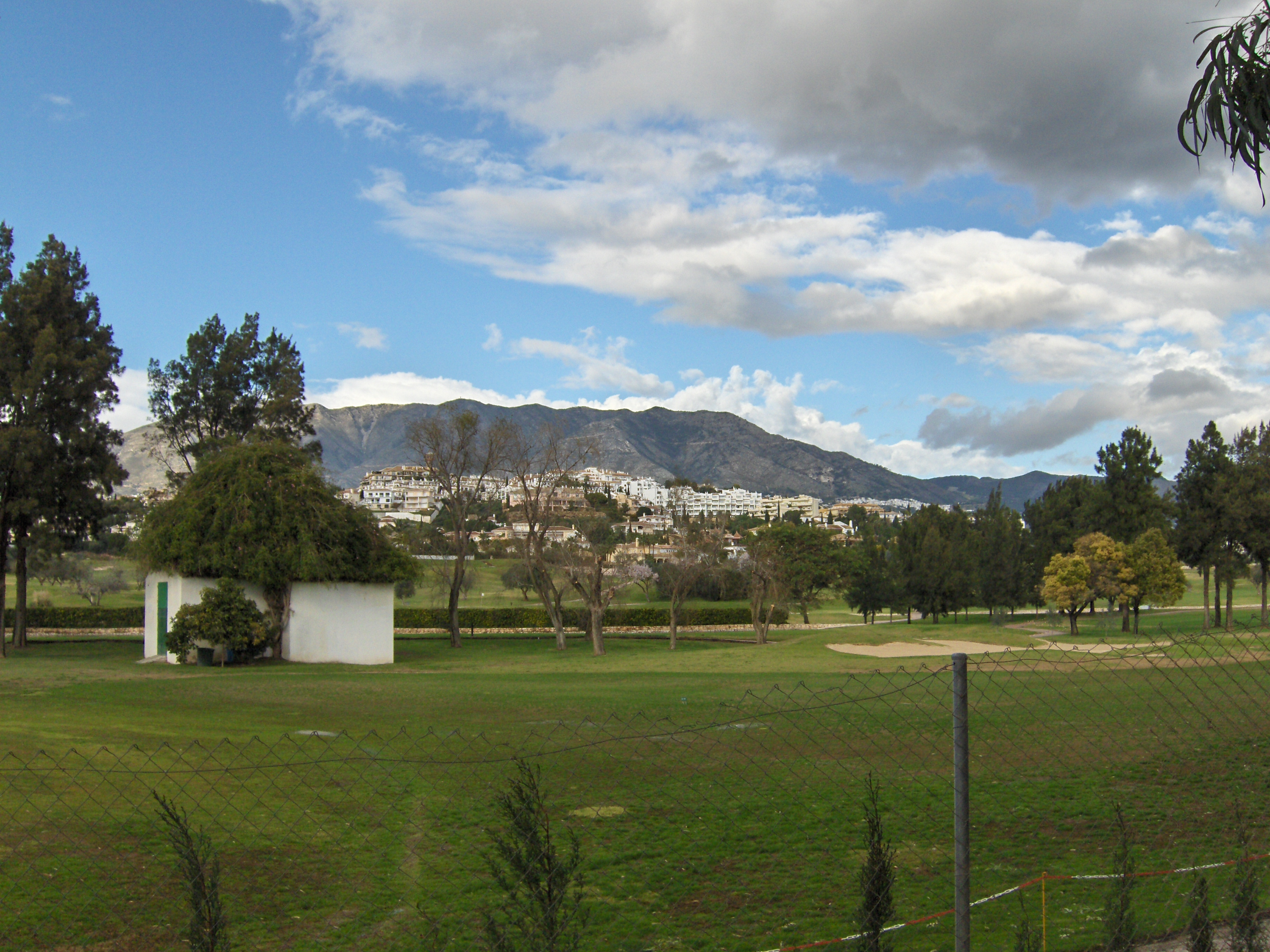
Mijas Golf

El deporte estrella en Mijas en cuanto a número y calidad de instalaciones, es el golf. El municipio cuenta con once campos para practicar este deporte, siendo uno de ellos, La Cala Golf & Country Club, uno de los más grandes de Europa.
Con la inauguración del Hipódromo Costa del Sol, Mijas fue el escenario de uno de los principales eventos de la hípica en España: la Mijas Cup o Gran Premio de Andalucía, que tenía la particularidad de celebrarse durante la noche. Además son numerosos los establecimientos donde se puede practicar la equitación. También Mijas ha sido sede del Rallye Costa del Sol, prueba puntuable para el Campeonato de España.
Cada núcleo urbano cuenta con instalaciones deportivas públicas, siendo la mayor de ellas la Ciudad deportiva Regino Hernández Martín, de Las Lagunas. En las instalaciones municipales es posible practicar desde aerobic, bádminton o natación hasta atletismo, fútbol y tenis entre otros. También son numerosas las instalaciones privadas desperdigadas por las urbanizaciones del municipio.